# Chien
Canis familiaris, Canis lupus familiaris
Pour les articles homonymes, voir Chien (homonymie).
Espèce
Synonymes
- C. f. domesticus Linnaeus, 1758
- C. canis

Le Chien, plus précisément désigné sous le nom de Chien domestique (Canis familiaris ou Canis lupus familiaris), est une espèce de mammifère de la famille des Canidés (Canidae). Il s’agit de la forme domestiquée du loup gris (Canis lupus), laquelle comprend également le dingo, retourné à l'état sauvage.
Le Loup est la première espèce animale à avoir été domestiquée par l'Homme pour l'usage de la chasse dans une société humaine paléolithique qui ne maîtrise alors ni l'agriculture ni l'élevage. La lignée du chien s'est différenciée génétiquement de celle du Loup gris il y a environ 100 000 ans, et les plus anciens restes confirmés de la lignée des chiens modernes sont vieux, selon les sources, de 33 000 ans, ou de 12 000 ans. Depuis la Préhistoire, le chien a accompagné l'être humain durant toute sa phase de sédentarisation, marquée par l'apparition des premières civilisations agricoles. C'est à ce moment qu'il a acquis la capacité de digérer l'amidon, et que ses fonctions d'auxiliaire d'Homo sapiens se sont étendues. Ces nouvelles fonctions ont entraîné une différenciation accrue de la sous-espèce et l'apparition progressive de races canines identifiables. Le chien est aujourd'hui utilisé à la fois comme animal de travail et comme animal de compagnie. Son instinct de meute, sa domestication précoce et les caractéristiques comportementales qui en découlent lui valent familièrement le surnom de « meilleur ami de l'Homme ».
Cette place particulière dans la société humaine a conduit à l'élaboration d'une règlementation spécifique. Ainsi, là où les critères de la Fédération cynologique internationale ont une reconnaissance légale, l'appellation chien de race est conditionnée à l'enregistrement du chien dans les livres des origines de son pays de naissance,. Selon le pays, des vaccins peuvent être obligatoires et certains types de chien, jugés dangereux, sont soumis à des restrictions. Le chien est généralement soumis aux différentes législations sur les carnivores domestiques. C'est notamment le cas en Europe, où sa circulation est facilitée grâce à l'instauration du passeport européen pour animal de compagnie.

## Dénominations
Le substantif masculin,, « chien » (prononcé [ʃjɛ̃] en français standard), est issu du latin, classique canem, accusatif de canis,, de même sens. La femelle du chien s'appelle la chienne, et le jeune chien le chiot.
Le mot latin canis vient de l'indo-européen *kwon- qui a également donné le sanscrit svan-, l'avestique spa, le grec ancien kyōn, le vieil haut allemand hunt, le vieil irlandais cu, le russe sobaka , l'arménien shun, et le lituanien šuo.
Alors qu'on estimait autrefois que le Chien constituait une espèce à part entière (Canis canis ou encore Canis familiaris), les recherches génétiques contemporaines ont permis d'établir qu'il n'est que le résultat de la domestication du loup gris commun. C'est pourquoi, malgré les différences morphologiques majeures qu'on constate entre les deux animaux, les scientifiques regroupent aujourd'hui la totalité des races canines en un ensemble nommé Canis lupus familiaris, sous-espèce de Canis lupus. En 2004, sur décision de la Commission internationale de nomenclature zoologique, il est admis que les principales formes domestiquées seront à nouveau élevées au rang d'espèce, ce qui rend le nom binominal Canis familiaris toujours pertinent.
La désignation des chiens suit généralement la standardisation suivante[réf. souhaitée] :
- Chien de race… : se dit d'un chien qui a subi une standardisation sous forme de race afin d'isoler des caractéristiques physiques ou comportementales désirées. Il est reconnu comme tel par les autorités chargées de cette standardisation. Ainsi, pour un Chien-loup tchécoslovaque reconnu (en général par son inscription au livre des origines correspondant) on utilisera l’appellation « chien de race Chien-loup tchécoslovaque ».

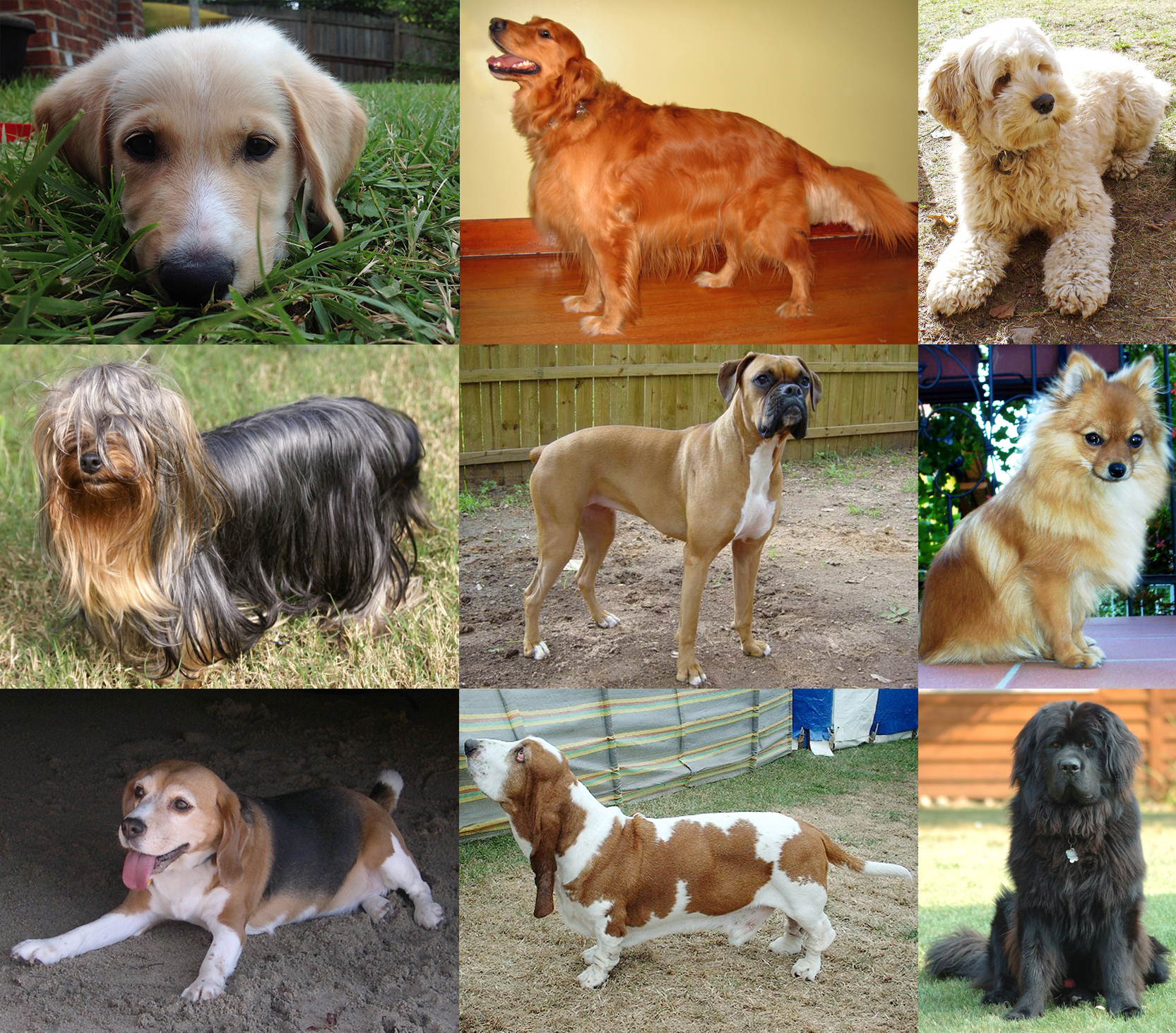
De gauche à droite et de haut en bas, les photos des neuf chiens de race suivants :
- Labrador retriever
- Golden Retriever
- Cockapoo
- Yorkshire Terrier
- Boxer femelle
- Spitz nain (Loulou de Poméranie)
- Beagle
- Basset Hound
- Terre-Neuve

- Chien de type… : se dit d'un chien qui a subi une standardisation sous forme de race et qui n'est pas reconnu comme tel (en général non inscrit au livre des origines correspondant). Ainsi, pour un Dogue argentin non reconnu on utilisera l’appellation « chien de type Dogue argentin ».

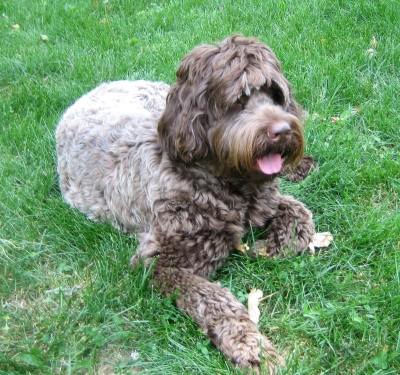
Chien croisé : le Labraniche, est un croisé de Labrador Retriever et de Caniche. Il est une solution pour l'entraide des aveugles allergiques.

- Croisé : se dit d'un chien issu de chiens standardisés (race ou type) et identifiables. Ce croisement peut être volontaire, il permet alors de combiner les caractéristiques spécifiques de deux races. Pour un croisement entre un berger allemand et un malinois on utilisera généralement l'appellation « Berger allemand croisé malinois » souvent écrit « Berger allemand X malinois ». Dans certains cas on utilise également la contraction des deux noms des races qui le composent. On peut citer par exemple le « Labraniche », croisement d'un labrador et d'un caniche, le Labernois, croisement du labrador et du bouvier bernois ou encore, le « Greyster », croisement entre un lévrier greyhound et un braque allemand. Il existe également des cas particuliers, ainsi pour les croisements entre des chiens de race Husky sibérien avec des lévriers ou autres chiens de chasse on utilisera l'appellation « Alaskan Husky » et pour les croisements entre molosses de type American Staffordshire Terrier et Mastiff on utilisera l'appellation « Pitbull ». Le croisement peut être un préalable à la définition d'une nouvelle race.
- Bâtard : se dit d'un chien issu de multiples croisements, souvent involontaires, entre des chiens de plusieurs races ou types différents. Le bâtard diffère du croisé par le caractère inconnu et indéfinissable des races ou types de chiens qui le composent. Sa dénomination sous forme de standard ou combinaison (mathématiques) de standards est alors impossible. Il sera simplement désigné comme un « bâtard ».
- Corniaud : Le mot « corniaud » signifie « du coin ». Il s'utilise à l'origine pour un chien qui n'a jamais subi de standardisation sous forme de race mais qui subit des contraintes locales qui lui confèrent des caractéristiques particulières. Il s'agit généralement d'un type local de chien qui n'est pas encore reconnu et dont le standard n'est pas défini précisément. Parfois le corniaud vient à être standardisé. C'est le cas du Chien de Canaan ou encore du Basenji, corniauds à l'origine, ils sont désormais reconnus comme des races de chiens. À l'inverse, le Laobé et l'Africanis sont toujours des corniauds. Dans les pays occidentaux, le taux de standardisation des chiens locaux sous forme de races reconnues (Berger de Beauce, Berger picard, Berger des Abruzzes, Bouvier des Flandres, etc.) est très élevé, les véritables corniauds sont donc devenus très rares. Ainsi, dans le langage courant le mot corniaud est souvent pris abusivement pour synonyme de bâtard.

Ce mot « chien » est employé dans diverses expressions telles que : avoir du chien : avoir une certaine distinction et du charme ; entre chien et loup : au crépuscule ; garder un chien de sa chienne : expression familière signifiant se promettre une vengeance future ; les chiens écrasés : rubrique de faits divers insignifiants dans un journal ; malade comme un chien : être très malade et souffrant ; se donner un mal de chien : se donner beaucoup de mal à travailler sur quelque chose ; temps de chien : météo désagréable (la pluie, par exemple) ; vie de chien : vie difficile et compliquée ; chien de mer : petit requin.
Ou encore, il sert dans des mots composés tels que : chasse-chien, chien-assis, chien-chien, chien-dauphin, chien-loup, dent-de-chien, langue-de-chien, maître-chien, poisson-chien, tue-chien.
Plusieurs autres espèces de canidés des genres Atelocynus et Speothos, voire de rongeurs du genre Cynomys (chien de prairie), sont également appelées « chien ».

## Caractéristiques physiques

### Morphologie
Malgré sa domestication et la dépendance à l'homme qui en découle, le chien a gardé sa musculature athlétique qui en fait un animal sportif et actif. Il possède un thorax large et descendu, et des pattes qui ne reposent au sol que par leur troisième phalange (le chien est donc un digitigrade).

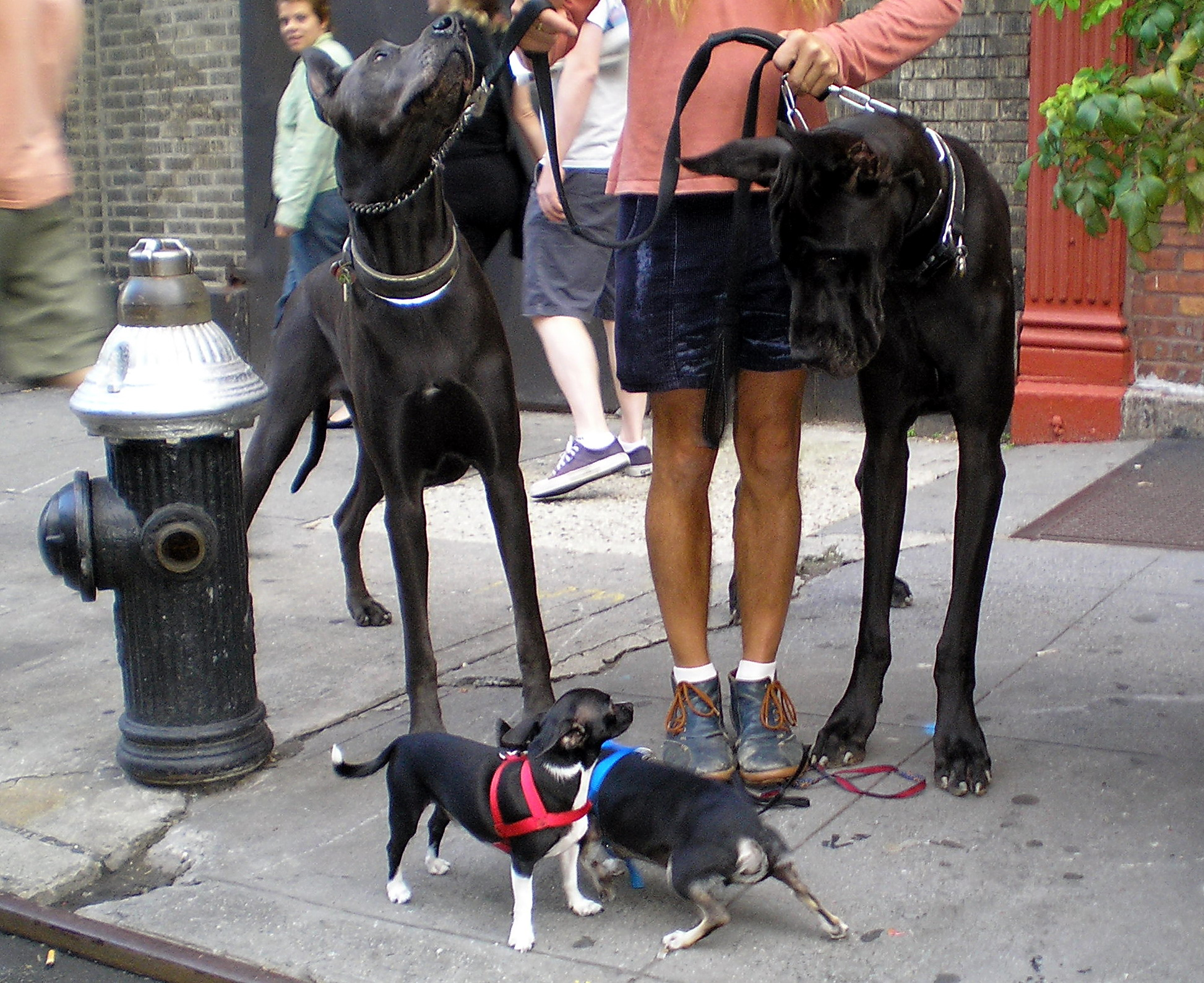
Taille et masse sont très variables d'une race à l'autre : chihuahuas et dogues allemands.

De tous les animaux, le chien est celui dont la taille et la masse à l'âge adulte sont les plus variables (essentiellement, d'une race à l'autre). Le chien adulte connu le plus petit et le plus léger est un Yorkshire terrier qui mesurait 6,3 cm de haut à l'épaule et 9,5 cm de long, et pesait 113 g. Le plus grand est un dogue allemand qui mesurait 106,7 cm de haut à l'épaule. Le plus lourd est un mastiff qui pesait 155,6 kg. Sans aller jusqu'à ces extrêmes individuels, le rapport des poids est tout de même de 40 entre une grande race comme le saint-bernard (de l'ordre de 80 kg pour un mâle) et une petite comme le chihuahua (typiquement 2 kg), alors qu'il n'est que de 15 entre un ours kodiak et un ours des Alpes, deux sous-espèces d'ours bruns considérées comme particulièrement dissemblables en termes de poids.

### Anatomie
Le squelette du chien compte environ trois cents os (soit environ quatre-vingts de plus qu'un squelette humain adulte), le nombre étant variable d'une race à l'autre.
Les membres antérieurs comportent cinq doigts, dont l'un, le pouce, nommé ergot, est atrophié et ne touche pas le sol. Les postérieurs en comptent généralement quatre, l'ergot n'existant que chez certaines races mais pouvant être double chez quelques bergers (beauceron, briard). Les cinq orteils se terminent par des griffes et sont soutenus par des coussinets plantaires[réf. nécessaire].
La tête comporte une mâchoire puissante. La force surfacique exercée par la mâchoire d'un rottweiler a été mesurée à 149 kgf/cm2, celle d'un berger allemand à 108 et celle d'un pitbull à 106. La denture définitive, constituée de quarante-deux dents, est en place vers 6 mois.

### Physiologie
Le sens de l'orientation du chien est beaucoup plus précis que celui de l'homme. De même, son sens de l'équilibre serait légèrement plus aiguisé[réf. souhaitée].
La température corporelle normale va de 38,5 à 38,7 °C. La respiration normale va de seize à dix-huit mouvements à la minute (le jeune 18 à 20, le vieux 14 à 16). Sa fréquence cardiaque au repos est généralement comprise entre 70 et 130 battements par minute (les valeurs hautes s'observant plutôt chez les petites races, et inversement). Le pouls peut se prendre en palpant l'artère fémorale, sur la face interne de la cuisse.
L'existence de huit groupes sanguins dans l'espèce canine a été mise en évidence à partir des années 1960, mais le chien ne possédant pas initialement d'anticorps anti-globules rouges, une première transfusion sanguine est possible sans détermination des groupes du donneur et du receveur. Cette détermination est fortement conseillée à partir de la seconde transfusion du fait que le receveur a pu s'immuniser contre les antigènes du donneur lors de la première transfusion.
L'espérance de vie du chien est en moyenne de 11 ans, sachant que la durée de vie peut habituellement aller de 8 à 21 ans[réf. souhaitée]. Bluey, un Bouvier australien de Rochester (État de Victoria, Australie) mort en novembre 1939 à l'âge de 29 ans et 5 mois, détient le record de longévité. Il a été détrôné quelque temps par Bobi, un rafeiro de l'Alentejo de Conqueiros (pt) (district de Leiria, Portugal) qui perd toutefois ce titre après une enquête menée par le Livre Guinness des records ne parvenant pas à certifier sa date de naissance,.

### Sens

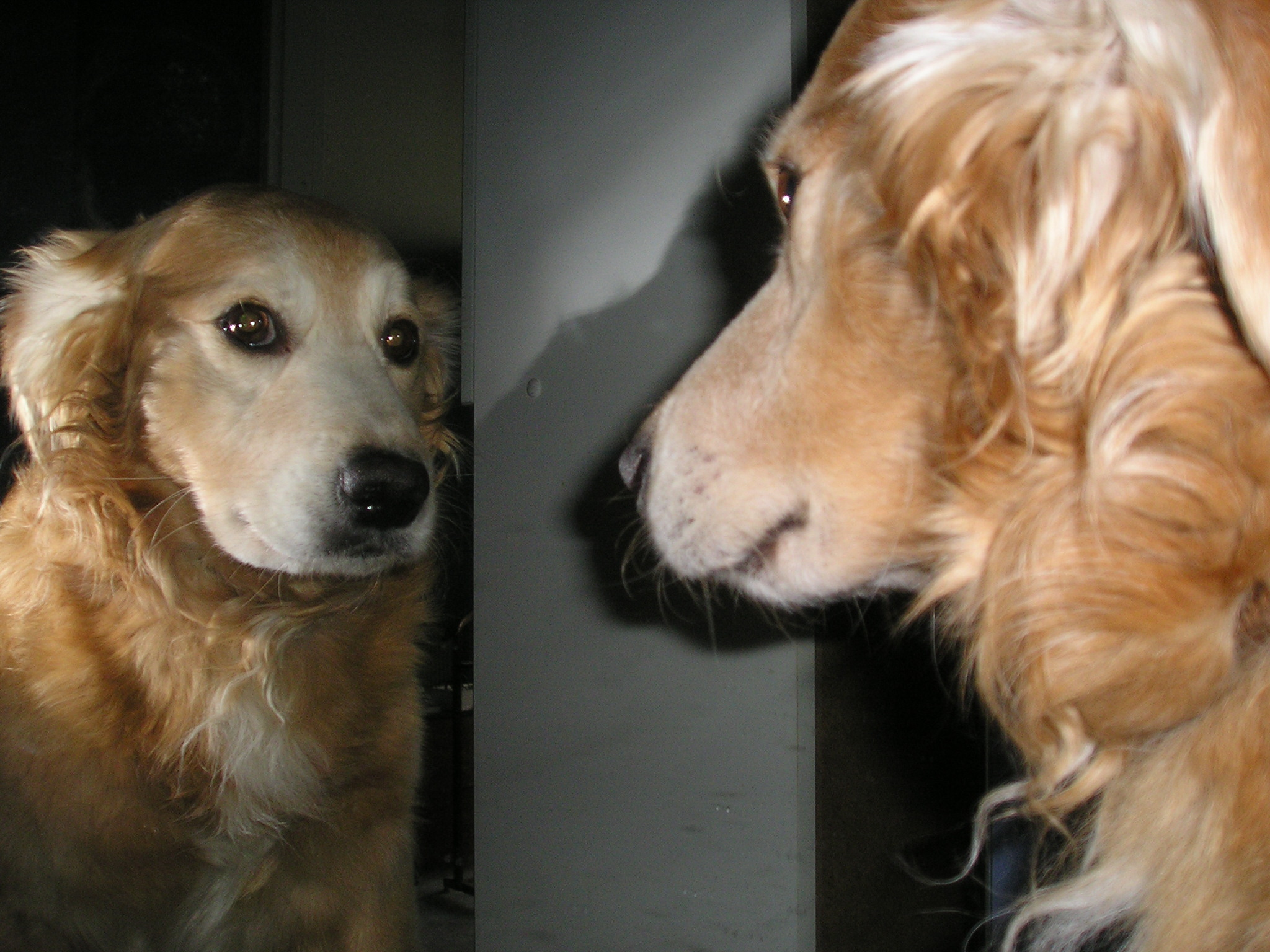
Chien regardant son reflet dans un miroir.

Le cerveau du chien figure parmi les plus performants du règne animal, démontrant de très bonnes capacités cognitives avec des sens très développés. Il semblerait que la domestication et la sélection n'aient pas seulement changé l'apparence des chiens, mais la structure même de leur cerveau.
- Le sens de l'odorat est un sens extrêmement développé chez le chien. La taille de ses cavités nasales est environ trente fois plus grande que chez l'homme[réf. nécessaire][25] et la surface de la muqueuse olfactive, qui varie beaucoup en fonction de la race, est de huit à vingt fois supérieure à celle de l'homme[26] (85 à 200 cm2 contre 10 cm2). Possédant dix fois plus de bulbes[27] olfactives[28] et quarante fois plus de neurones consacrés à l'odorat qu'un homme[26], un chien distingue plus de 500 000 molécules odorantes[29]. À noter que ce sens est discriminant (le chien est capable de déceler et de suivre une odeur précise parmi une multitude d'autres odeurs, même si celle-ci est en proportion infime), capacité largement utilisée par l'homme pour les recherches de drogues, explosifs, personnes disparues, chasse, etc.
- L'ouïe est aussi un sens très précis : le chien peut entendre des sons jusqu'à quatre fois plus loin que l'homme et capte également des sons inaudibles pour l'homme (ultrasons). En effet, la plage de fréquences que perçoivent les chiens s'étend de 40 Hz à 60 000 Hz (contre 20 Hz à 20 000 Hz pour l'homme). De plus, les oreilles du chien peuvent s'orienter vers une source sonore en pivotant grâce à de nombreux muscles, ce qui leur permet une grande précision dans la localisation sonore.
- La vision du chien est plutôt modeste comparée à ses deux premiers sens. Toutefois, la gamme de couleurs qu'il perçoit, même si elle n'est pas aussi importante que chez l'homme, est tout de même assez ample. Le chien perçoit facilement les objets en mouvement mais il a du mal à faire le point sur des objets immobiles ainsi que sur les distances et sur les détails. Cependant, le champ de vision du chien est plus vaste (environ 250 degrés) que chez l'homme (180 degrés maximum) avec une vision périphérique dix fois plus sensible. Le chien a également une vision optimisée dans le noir, possédant une surface réfléchissante derrière la rétine (le tapetum lucidum), qui renvoie la lumière et donne un effet d'yeux brillants dans l'obscurité.
- Le toucher est particulier chez le chien car les organes sensibles au toucher sont des poils, plus particulièrement les sourcils, les vibrisses et les poils situés sous la mâchoire avec plus ou moins le même niveau de développement que le toucher de la peau chez l'homme. Hormis ces organes sensoriels, le toucher reste assez peu développé sur la peau, mais le chien est capable de faire aisément la différence entre une caresse et une correction ou bien la chaleur et le froid.
- Le goût. Bien que le chien perçoive des différences de saveurs, ce sens est assez peu développé car, contrairement à l'homme[réf. souhaitée], c'est d'abord l'odeur d'une nourriture qui entre en ligne de compte.

### Différentes robes
Selon les races et les variations génétiques d'un individu à l'autre, les chiens peuvent avoir un pelage très varié.

## Caractéristiques génétiques

### Races et morphologies

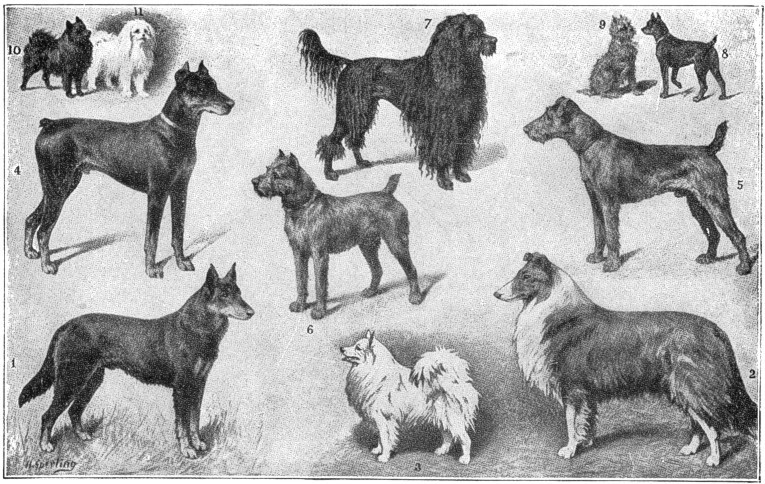
Diverses races de chien : 1-Berger allemand, 2-Colley, 3-Spitz, 4-Dobermann, 5-Airedale Terrier, 6-Terrier irlandais 7-Caniche, 8 et 9-Pinscher allemand, 10-Loulou de Poméranie, 11-Bichon maltais

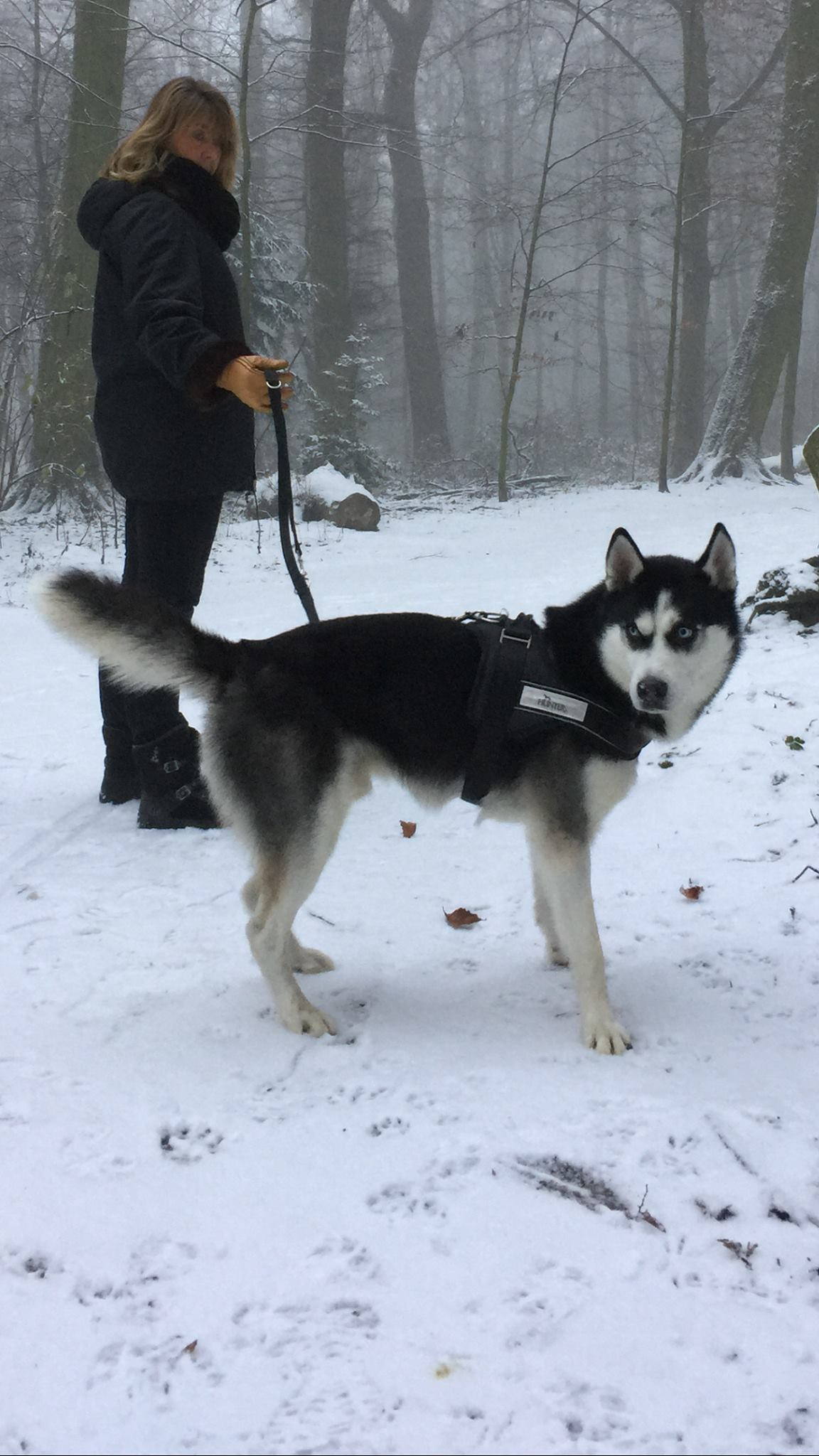
Chien husky équipé d'un harnais.

L'étude des chiens et des races de chiens est appelée cynologie. Elle regroupe les approches, les techniques, les philosophies et les divers outils utilisés pour l’éducation canine et le bon comportement des chiens ainsi que leur sélection biologique.
On distingue quatre grandes catégories de chiens définies par Jean Pierre Mégnin, selon leur morphologie :
- Les molossoïdes (chiens de « type molosse ») sont des chiens au museau plus ou moins court et à la tête plutôt ronde. Ce type morphologique inclut les dogues tel le Dogue argentin, les chiens de type montagne tel le Saint-Bernard dévolus à la garde mais également des chiens exclusivement utilisés comme animal de compagnie tels le carlin ou le bouledogue français
- Les braccoïdes (chiens de « type braque ») possèdent un museau long carré et des oreilles tombantes. Ce type morphologique inclut principalement les chiens de chasse autres que les lévriers. Il s'agit essentiellement de chien courant ou de recherche au sang tel le Chien de Saint-Hubert, de chiens d'arrêts tel l'Épagneul breton ou encore les chiens de rapporteur de gibier tel le Labrador.
- Les graïoïdes (chiens de « type lévrier ») ont une longue tête dolichocéphale, un corps fin et une poitrine descendue et un volume très faible de tissu adipeux. Son corps a des proportions similaires à celui du guépard. Cette morphologie est particulièrement adaptée à la course à vitesse importante et à la chasse de proies rapides. Ce type morphologique inclut lévriers classiques comme le Greyhound, le Whippet ou le Saluki et les lévriers primitifs tels le chien du Pharaon.
- Les lupoïdes (chiens « ressemblant morphologiquement au loup ») ont une tête « pyramidale » et des oreilles généralement droites à l'image de leur ancêtre sauvage duquel les proportions se sont moins différenciées que pour les trois catégories précédentes. Ce type morphologique inclut les chiens de berger, les chiens de type spitz et nordiques mais aussi certains terriers. Les exemples types de chien lupoïde sont le Malinois, Berger allemand, border collie ou le Husky sibérien.

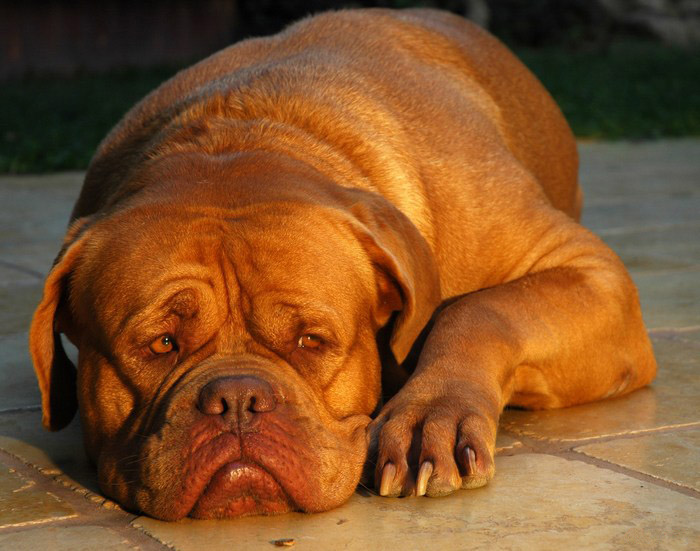
Le Dogue de Bordeaux, un chien de type molosse.
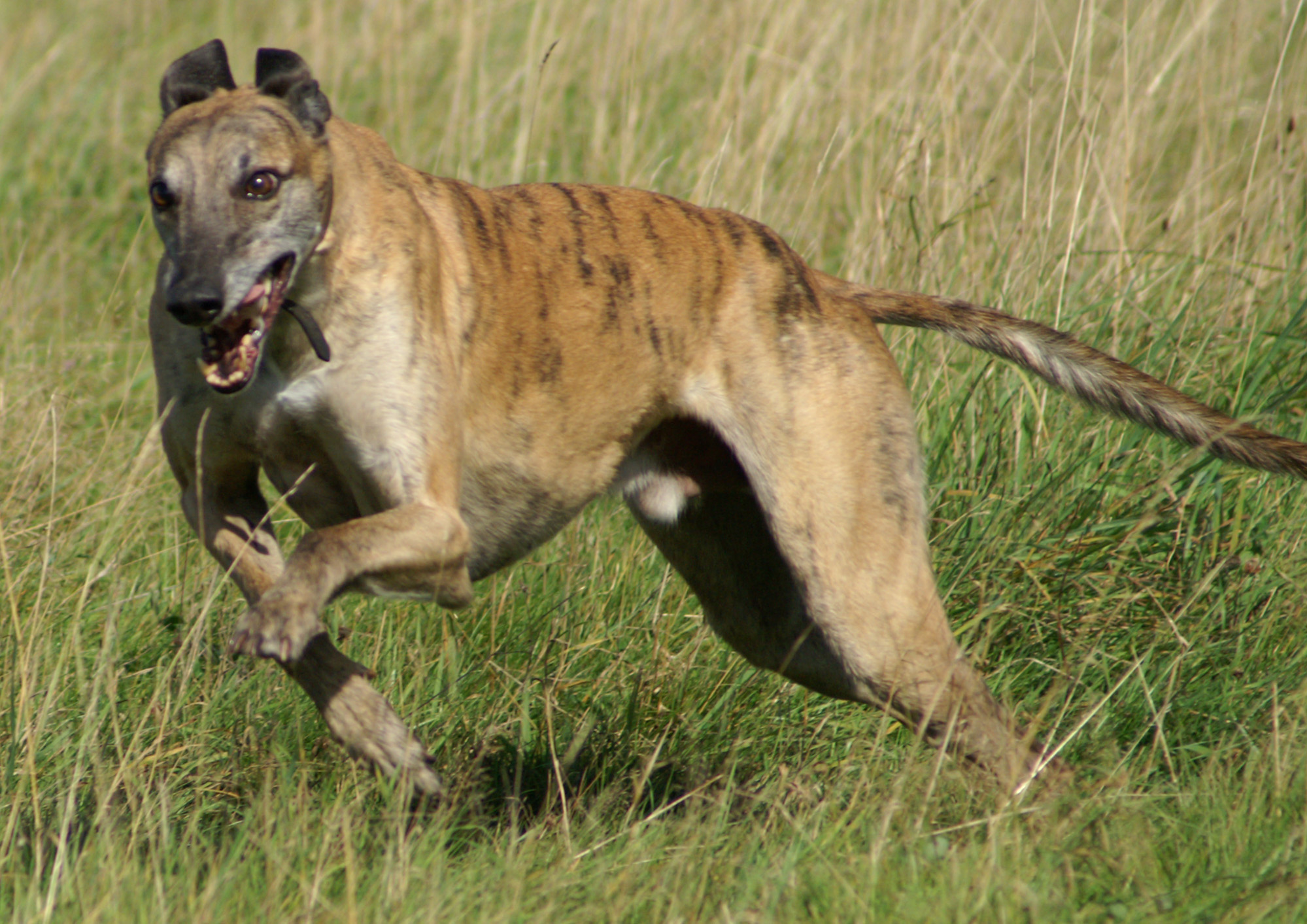
Le Greyhound, un chien de type lévrier (graïoïde).
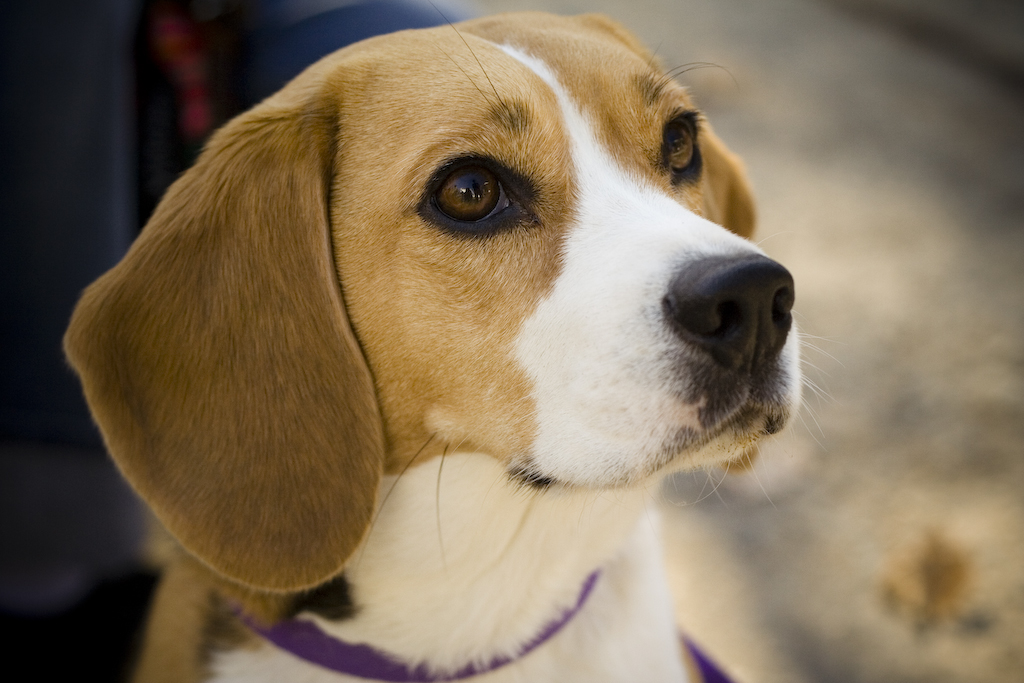
Le Beagle, un chien de type braque (braccoïde).
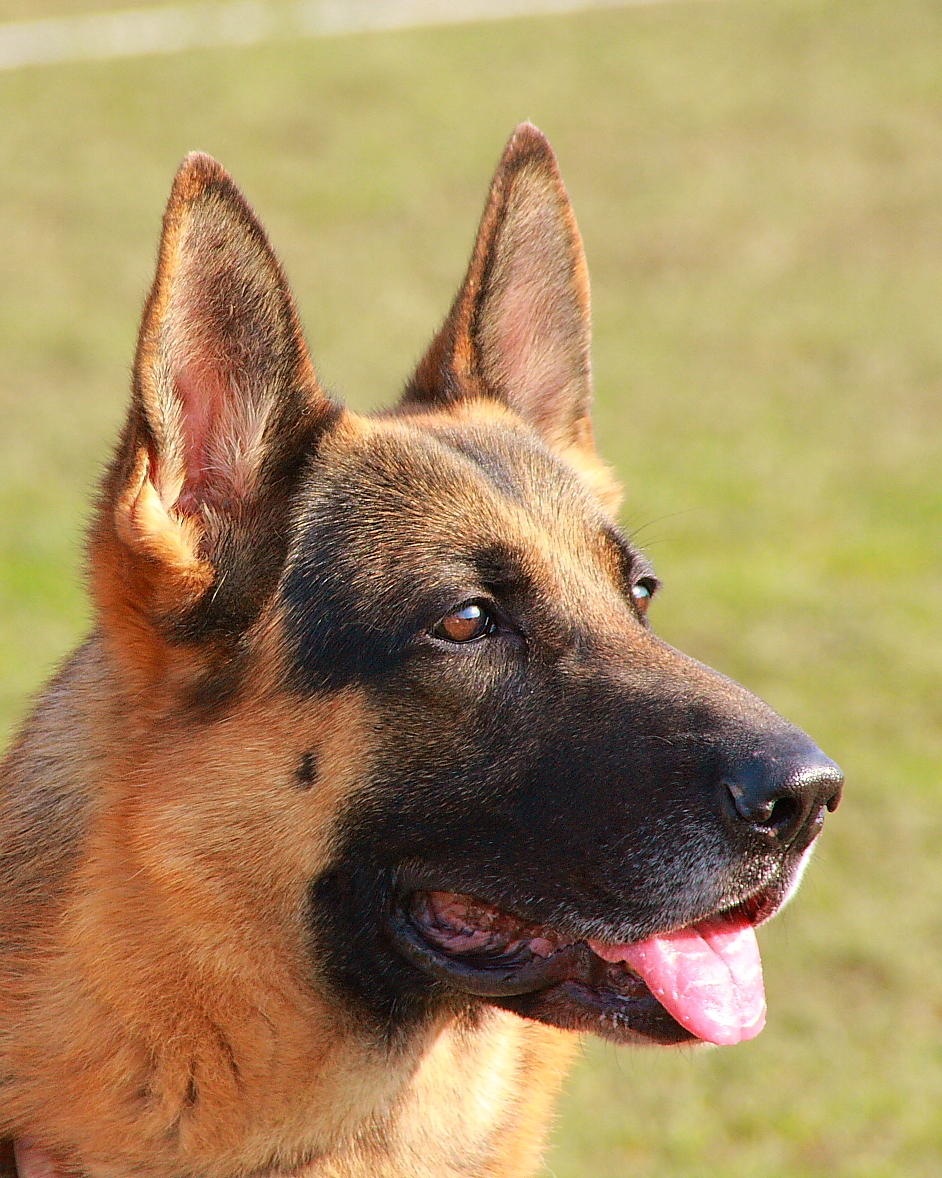
Le Berger allemand, un chien de type lupoïde.

La Fédération cynologique internationale est la principale association chargée de la standardisation canine. Elle reconnait 335 races regroupées en dix groupes, dont la classification est en partie basée sur les quatre morphologies décrites précédemment, et en partie sur la spécialisation fonctionnelle de chaque race.

### Reproduction

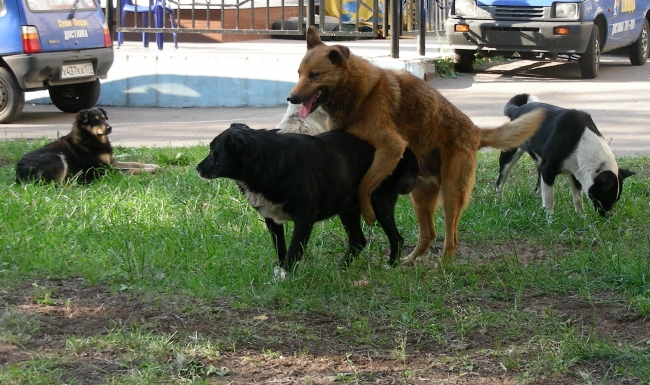
Exemple de saillie d'un chien sur une chienne gravide (en gestation).

Les comportements de reproduction sont différents selon les races. La chienne, qui n'accepte le mâle que pendant sa période d'ovulation, est en chaleur deux fois par an. Toutefois, ce rythme n'est qu'une moyenne, les chaleurs pouvant se produire, selon les races, avec cinq à neuf mois d'intervalle. Chez les races les plus primitives et chiens-loups, la femelle n'est en chaleur qu'une fois par an, comme la louve.
La gestation dure entre cinquante-neuf et soixante-trois jours. L'alimentation doit être modifiée le deuxième mois. Quelques jours avant la mise bas, qui dure en moyenne 10 heures, la femelle prépare un endroit et s'agite. Lors de la mise bas, la chienne s'occupe des chiots au fur et à mesure de leur arrivée, coupant le cordon ombilical et mangeant le placenta : ceci est nécessaire à la lactation.
Les portées peuvent être nombreuses (suivant la race), allant de 2 à 12 chiots. À travers le monde, y compris dans les pays dits industrialisés, beaucoup de chiots sont euthanasiés ou simplement tués s'il ne leur a pas été trouvé de raison d'être, de fonction à leur existence. Il est souvent difficile de placer chacun des nouveau-nés, c'est pourquoi certaines sociétés recommandent la stérilisation chirurgicale.

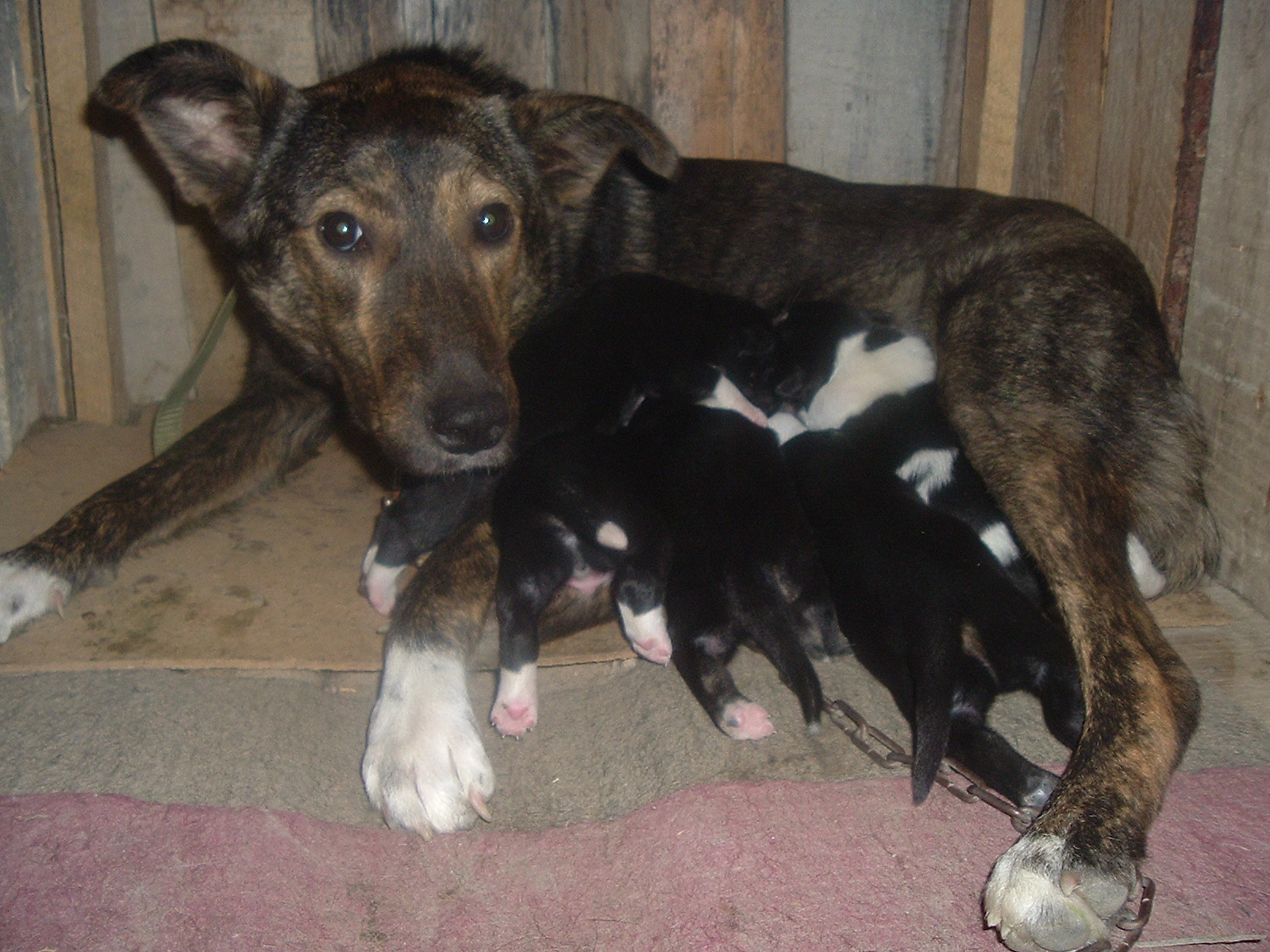
Après gestation et mise-bas, une chienne allaite sa portée de chiots.

Pour ce qui concerne la descendance de l’étalon, le possesseur de l’étalon n’a pas le droit, vis-à-vis du propriétaire de la lice, à des dédommagements autres que ceux prévus pour la saillie. Il n’a aucun droit de se faire remettre un chiot sauf si le propriétaire de l’étalon désire en garder un pour son propre élevage, sous condition de ne pas le vendre.
Lorsque les parties se sont mises d’accord pour la remise d’un chiot en tant qu’indemnité pour la saillie, cet accord doit être formulé par écrit et avant la saillie. Dans un tel accord, les points suivants doivent être formulés et respectés :
- Le moment du choix du chiot par le propriétaire de l’étalon (le premier choix lui appartenant).
- Le moment de la remise du chiot au possesseur de l’étalon.
- Le moment à partir duquel le droit au choix par le possesseur de l’étalon est irrévocablement passé.
- Le règlement des frais de transport.
- Les accords spéciaux pour le cas où la lice ne met bas que des chiots mort-nés ou qu’un seul chiot vivant ou pour le cas où le chiot choisi viendrait à décéder avant la remise.

## Histoire évolutive et taxonomie

### Origine du chien domestique

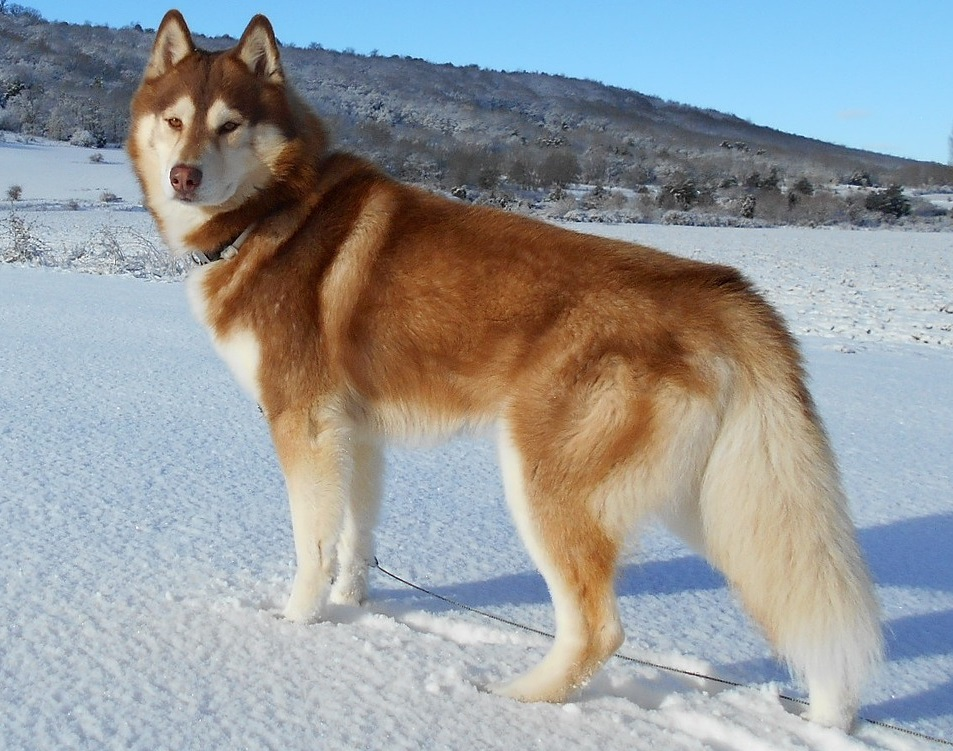
Husky de Sibérie.

Le chien domestique (Canis lupus familiaris) est une espèce qui comprend près de 400 races et est un exemple évident de diversification phénotypique importante ayant pris place sous l’effet du syndrome de domestication. Certains aspects de la domestication du chien sont généralement admis, comme le fait que l’ancêtre commun de tous les chiens est le loup gris (Canis lupus). Par contre, l’origine et le moment de la domestication du chien restent encore méconnus et controversés. Des preuves indiquent que des traits apparentés aux chiens étaient présents au sein de fossiles qui datent d’avant le maximum de la dernière période glaciaire,,, ce qui entre en contradiction avec les estimations basées sur la génétique qui supposent une divergence plus récente entre les chiens et les loups,,. Une étude de 2015 a tenté d’apporter un éclairage nouveau à cette question : À quand remonte la divergence des ancêtres du chien domestique avec les loups?
Les estimations génétiques et moléculaires datent l’origine de la lignée du chien à une période comprise entre il y a 16 000 à 11 000 ans, bien que les taux de mutations soient inconnus,,. 
Elles entrent en contradiction avec les preuves archéologiques indiquant l’existence de canidés apparentés aux chiens avant le dernier maximum glaciaire, il y a environ 36 000 ans,,,.
Pour répondre à cette question, le génome mitochondrial d’un loup vieux de 35 000 ans provenant de la Sibérie du Nord, plus particulièrement de la péninsule de Taïmyr, a été séquencé. Pour examiner les possibles origines communes entre le loup de Taïmyr et les chiens modernes, des données génétiques provenant de 48 races de chiens modernes ont été utilisées à des fins de comparaison.
Il a été déterminé que l’individu vieux de 35 000 ans appartenait à une population ayant divergé de l’ancêtre commun des loups modernes et des chiens. Peu de temps après cette divergence, il y a eu l’apparition de la lignée des chiens domestiques. De plus, il a été possible de déterminer que le taux de mutation est substantiellement plus lent que ce qui avait été pris en compte dans les estimations génétiques précédentes, ce qui suggère que les ancêtres des chiens et des loups modernes ont divergé avant le dernier maximum glaciaire. Finalement, l’étude a pu démontrer des preuves d’introgression provenant de la lignée de loups de Taïmyr chez les races de chiens modernes originaires du nord-est de la Sibérie (Husky de Sibérie) et du Groenland (Chien du Groenland). Cela pourrait être expliqué par la présence précoce des chiens dans le nord de l’Eurasie, ou par la préservation du patrimoine génétique du loup de Taïmyr jusqu’à l’arrivée des chiens à des latitudes plus élevées.

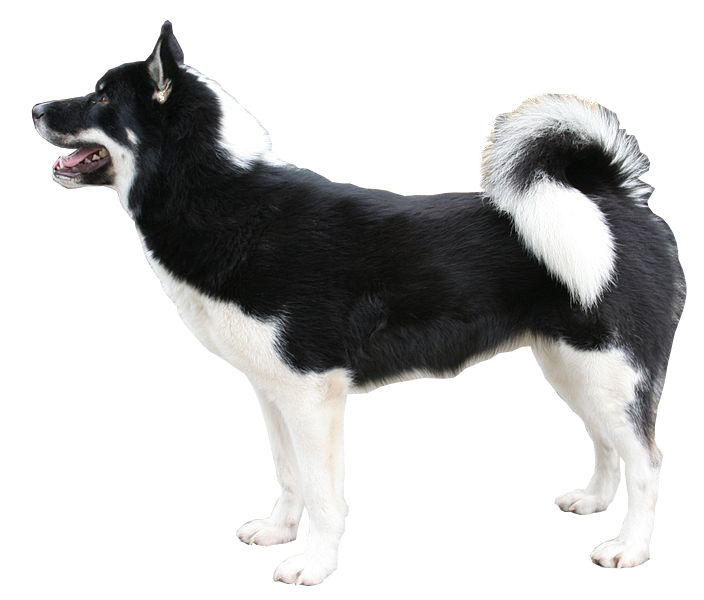
Chien du Groenland.

En somme, la divergence des lignées de chiens et de loups semble s’être produite sur une plus grande échelle de temps que ce qui a été supposé auparavant et donc l’origine des chiens remonterait plus loin dans le temps que ce qui est généralement admis. Une divergence plus hâtive concorderait avec les preuves paléontologiques indiquant la présence de canidés apparentés aux chiens il y a de cela 36 000 ans et celles indiquant que les chiens domestiques auraient accompagné le premier peuplement de l'Amérique. L’origine des races de chiens modernes serait due à plus d’un événement de domestication, l’origine des races de chiens arctiques pouvant être en partie retracée jusqu’aux loups de Taïmyr.

### Taxonomie
On a donné aux chiens le nom scientifique de Canis familiaris au XVIIIe siècle, avant le développement de la biologie évolutive, qui a permis de mettre en évidence l'étroite relation entre races domestiques et sauvages. À ce titre, le statut scientifique des « espèces » domestiques a été remis en cause, et beaucoup de biologistes ne les considèrent plus désormais que comme des formes domestiquées des espèces sauvages originelles. Une espèce est en effet constituée de « groupes de populations naturelles, effectivement ou potentiellement interfécondes, qui sont génétiquement isolées d’autres groupes similaires ». Or, les « espèces » domestiques se croisent avec leur espèce parente quand elles en ont l'occasion. « Vu que, du moins en ce qui concerne les races d'animaux domestiques primitives, celles-ci constitueraient, en règle générale, une entité de reproduction avec leur espèce ancestrale, si elles en avaient la possibilité, la classification d'animaux domestiques en tant qu'espèces propres n'est pas acceptable. C'est pourquoi on a essayé de les définir comme sous-espèces ». On donne alors à la nouvelle sous-espèce le nom de l'espèce d'origine, complété par le nom de sous-espèce qui reprend l'épithète spécifique de l'ancienne espèce.
Certains biologistes sont même réticents à utiliser la notion de sous-espèces pour un groupe domestiqué. D'un point de vue évolutif, l'idée d'espèce ou de sous-espèce est en effet liée à l'idée de sélection naturelle, et non de sélection artificielle. Du fait de cette réticence, et depuis 1960 environ, on utilise de plus en plus la désignation « forma », abrégée « f. », qui exprime clairement qu'il s'agit d'une forme d'animal domestique qui peut éventuellement remonter jusqu'à diverses sous-espèces sauvages :
- Chien domestique - Canis lupus f. familiaris
- Bovin domestique - Bos primigenius f. taurus
- Chèvre domestique - Capra aegagrus f. hircus[42]

### Évolution de la morphologie du crâne
Les chiens domestiques (Canis lupus familiaris) démontrent une grande diversité morphologique quand on les compare avec leur ancêtre, le loup (Canis lupus). Cette diversité s’est accrue rapidement au fil du temps, et ce, avec relativement peu de changements génétiques. Les recherches précédentes en la matière ont suggéré que l’évolution de cette diversité chez les chiens serait due à l’hétérochronie,,, un processus qui augmente la diversité par de simples modifications génétiques. Les recherches précédentes en la matière en sont venues à la conclusion que les chiens seraient des loups pédomorphiques et donc que les chiens adultes préserveraient des caractères juvéniles présents chez les loups. Une recherche plus récente s’est attardée à l’étude de patrons hétérochroniques dans la morphologie squelettique des chiens domestiques pour répondre à cette question : est-ce que l’hétérochronie est bien le mécanisme qui a permis aux chiens de développer cette importante diversité morphologique en comparaison avec les loups? Et donc, est-ce que les chiens sont véritablement des loups pédomorphiques?
Les chiens diffèrent des loups en plusieurs points. Toutes les races présentent un certain degré de flexion du crâne, la plupart des races ont un museau fléchi dorsalement ainsi qu’un raccourcissement des os du nez, tandis que quelques races ont un museau fléchi ventralement. Chez les races dont le museau est fléchi dorsalement, on voit souvent un arrêt marqué lorsque le museau rencontre le neurocrâne. Chez les races où le point de rencontre entre le museau et le neurocrâne ne présente pas un arrêt marqué, il y a une projection vers l’avant des os frontaux qui incline les orbites verticalement en addition à la présence d’un museau surélevé et d’os nasaux raccourcis. Il semble y avoir modularité relative du visage et du neurocrâne chez les carnivores, les loups et les chiens . Cette modularité a une histoire phylogénétique et une base développementale qui a permis la flexion crânienne distinguant les chiens des loups.
Cette étude a utilisé une technique de morphométrie en trois dimensions a été utilisée pour investiguer et mesurer les patrons hétérochroniques du crâne de 677 chiens adultes provenant de 106 espèces différentes pour ensuite les comparer avec une série ontogénétique de 401 crânes de loups dans le but de déterminer si l’hétérochronie était bien à la base de la diversité morphologique des chiens.
L’analyse de ces résultats a permis de déterminer qu’aucune des espèces de chien moderne ne possède une forme crâniale qui ressemble soit aux formes crâniales de loups juvéniles, soit à celles de loups adultes. Tout au long du développement crânien du loup, la position du visage et du neurocrâne reste dans le même plan. Quant à eux, les chiens présentent cependant une flexion crânienne dans laquelle le palais est incliné dorsalement chez les races brachycéphales et mésocéphales ou bien incliné ventralement chez les races dolicéphales.
Les chiens ont évolué rapidement en une espèce présentant une importante diversité morphologique, et ce, avec très peu de variation génétique. Par contre, les altérations génétiques responsables du développement crânien du chien ayant causé l’apparition d’une nouvelle et vaste gamme de formes crâniales ne concordent pas avec le modèle hétéchronique attendu. L’hétérochronie n’est donc pas en cause dans l’apparition de la diversité morphologique chez les chiens, lorsque comparés aux loups. Ainsi, les chiens ne sont pas des loups pédomorphiques et leur crâne présente donc une nouvelle forme et morphologie.

### Évolution de la morphologie de l'angle orbital
Outre les différences morphologiques au niveau du crâne, l’angle de l’orbite des yeux, ou l’angle orbital est un paramètre qui a également été étudié depuis plus d’une centaine d’années pour tenter de distinguer les chiens de leurs ancêtres, les loups. Des recherches passées dans le domaine ont démontré que l’angle orbital était différent entre les chiens (49°-55°) et les loups (39°-46°). Par contre, ces différences ont été remises en question dans d’autres études plus récentes. Une étude s’est donc attardée à examiner et comparer l’angle orbital de groupes plus larges et variés de chiens modernes et de loups que leurs prédécesseurs en plus d’également examiner ce paramètre chez un groupe de chiens archéologiques dans le but de répondre à cette question : est-ce que la morphologie de l’angle orbital peut bel et bien permettre de distinguer les chiens des loups?
Outre l’angle orbital, la présence de museaux plus courts et larges sont des différences morphologiques et morphométriques qui permettent de distinguer les chiens des loups. De plus, la plus petite stature des chiens et la présence des carnassières plus courtes chez ces derniers sont aussi des différences permettant les distinguer des loups. Sur les images ici[Où ?], l’angle orbital (E) est déterminé par l’intersection de deux axes : un premier axe horizontal aligné avec le dessus des os frontaux (C-D) et un second axe oblique passant par l’arcade zygomatique et le processus zygomatique de l’os frontal (A-B).
Pour répondre au questionnement de l’étude, l’angle orbital d’un total de 384 crânes de chiens provenant de 71 races ainsi que de 5 races croisées, 45 crânes de chiens archéologiques et 55 crânes de loups récents ont été mesurés.
En ce qui concerne les chiens, l’angle orbital moyen était de 55°, l’intervalle dans lequel on retrouvait les valeurs mesurées allait d’un minimum de 42° à un maximum de 72°. Au sein de l’échantillon de chiens archéologiques, l’angle orbital moyen était de 47° et l’intervalle dans lequel on retrouvait les valeurs mesurées allait d’un minimum de 35° à un maximum de 60°. Finalement, l’angle orbital moyen chez les loups était de 42° et l’intervalle dans lequel on retrouvait les valeurs mesurées allait d’un minimum de 28° à un maximum de 52°. Ces résultats indiquent donc que les intervalles dans lesquels on retrouve les valeurs d’angles orbitaux chez les loups et chez les chiens se chevauchent, indiquant que certaines valeurs d’angle orbital sont retrouvées chez les deux groupes. De plus, les plus petits angles orbitaux ont été retrouvés seulement chez les loups tandis les grands angles orbitaux ont uniquement été retrouvés chez les chiens. Finalement, les chiens archéologiques ont un angle orbital moyen qui est très proche de celui des loups.
Ainsi, les angles orbitaux au-dessus de 60° se rapportent aux chiens modernes tandis que les angles orbitaux de moins de 35° appartiennent vraisemblablement aux loups. Quant à eux, les chiens archéologiques ont des angles orbitaux qui se retrouvent entre ceux des chiens modernes et ceux des loups, mais se rapprochent davantage des angles orbitaux retrouvés chez les loups que ceux que l’on retrouve chez les chiens modernes. Les valeurs d’angles orbitaux des chiens archéologiques supportent le chemin évolutif selon lequel les loups ont donné naissance aux chiens archéologiques pour qu’eux-mêmes donnent naissance aux races de chiens modernes. La grande variabilité morphologique présente chez les races de chiens modernes pourrait très bien expliquer le vaste intervalle d’angles orbitaux retrouvés (42° -72°) chez ces derniers ainsi que les très grandes valeurs d’angles orbitaux retrouvés. Considérant tout cela, l’angle orbital est bien un paramètre qui peut être utilisé pour discerner les loups des chiens, et ce, tant des chiens récents que des chiens archéologiques.

### Évolution de la taille
Les différences de taille entre races de chien sont principalement liées à l'expression du gène IGF1, qui code une hormone proche de l'insuline et agissant sur le développement des cartilages lors de la croissance des os longs. Les variations critiques ne portent pas sur le gène lui-même mais sur un site d'une séquence non codante voisine du gène, où l'on peut trouver la cytosine (C) ou la thymine (T) : 75 % des chiens homozygotes CC ont une masse corporelle inférieure à 15 kg et 75 % des homozygotes TT une masse supérieure à 25 kg. Par exemple, les schnauzers nains sont homozygotes CC et les schnauzers géants homozygotes TT. De fait, la concentration sanguine de l'hormone IGF1 est étroitement corrélée à cette variation génétique : très faible chez les homozygotes CC, forte chez les homozygotes TT (le site concerné appartient donc à une séquence régulatrice du gène IGF1).
On a d'abord pensé que l'allèle C était absent chez le Loup gris et qu'il s'agissait d'une mutation relativement récente (9 500–7 000 ans), favorisée par la pression sélective opérée par l'homme. En fait on l'a retrouvé chez un loup sibérien mort il y a 53 000 ans, hétérozygote CT. En étudiant le génome des diverses espèces de Canidés, on a constaté qu'ils étaient systématiquement homozygotes CC à l'exception du Loup gris et du Loup rouge : c'est en réalité l'allèle C qui est ancestral chez les Canidés, remplacé presque totalement par l'allèle T chez le Loup gris en raison d'une pression sélective en faveur des grandes tailles puis réapparu quantitativement chez le Chien en raison d'une pression sélective inverse,.

## Soins

### Alimentation
Comme pour tout animal domestique, il a besoin d'eau à disposition en permanence et en quantité suffisante. Le chien domestique est un carnivore à tendance omnivore ; cependant, il est parfois considéré comme étant réellement omnivore, du fait de son comportement opportuniste.
Un chien peut être nourri à partir d'aliments industriels ou bien à partir de rations ménagères, c'est-à-dire réalisé par ses propriétaires. Les aliments industriels font l'objet de contrôles et sont adaptés aux différents stades de vie de l'animal (chiot, adulte, senior) et à certaines particularités médicales. Les rations ménagères nécessitent une élaboration précise, généralement prodiguée par un vétérinaire.

Chien en train de s'abreuver

Certaines céréales et légumes sont utilisées car elles contiennent des fibres qui permettent, en quantité appropriée, une bonne digestion. Elles permettent aussi aux croquettes industrielles de s'agglomérer et leur donnent ainsi leur forme. Le tube digestif du chien est par contre mal adapté aux légumes fermentescibles comme les haricots blancs, les haricots rouges, les lentilles et les oignons[réf. nécessaire].
Les propriétaires sont souvent tentés de donner des os à leur chien, mais il existe un risque qu'ils se brisent et causent des lésions lors de l'ingestion, provoquant par exemple perforation ou lacération de l'œsophage, de l'estomac ou de l'intestin. Le plus souvent, les os forment une espèce de sable aggloméré dans la lumière de l'intestin provoquant une constipation sévère accompagnée de douleurs abdominales intenses (coliques). Certains chiens, habitués à en manger, gèrent très bien leur consommation d'os, alors que d'autres non. Certains os (poulet, lapin, côtelette) sont plus dangereux que d'autres car plus friables. Les os mal nettoyés (avec beaucoup de tendons et ligaments) sont susceptibles de provoquer des indigestions. Cependant, les os peuvent occuper un chien et peuvent contribuer à son hygiène buccale, comme les bouts de bois que le chien a tendance à ronger.
Des friandises peuvent être offertes avec parcimonie en récompense.
Le chocolat contient de la théobromine, substance mal tolérée par les chiens : des doses faibles (deux grammes suffisent pour les plus petits), peuvent leur être mortelles.
Pour un chiot, les repas devront être donnés quatre fois par jour, car comme pour un bébé, leur estomac est plus petit et la digestion se fait plus vite. À quatre mois, on pourra descendre les repas à trois, et à partir de 6 mois, deux repas seront suffisants.
En ce qui concerne la façon de s'abreuver et selon les travaux de recherche menés par des chercheurs américains, les chiens replient leur langue sur la surface de l’eau. Les résultats de cette étude indiquent que les chiens replient leur langue en arrière en forme de louche avant de la retirer très rapidement. Cette étude indique également que les chiens font beaucoup plus d'éclaboussures en s'abreuvant que les chats. Le chien ne peut pas viser parfaitement dans sa gamelle, ce qui entraine de nombreuses flaques réparties autour de ce récipient généralement posé à même le sol.

### Activité

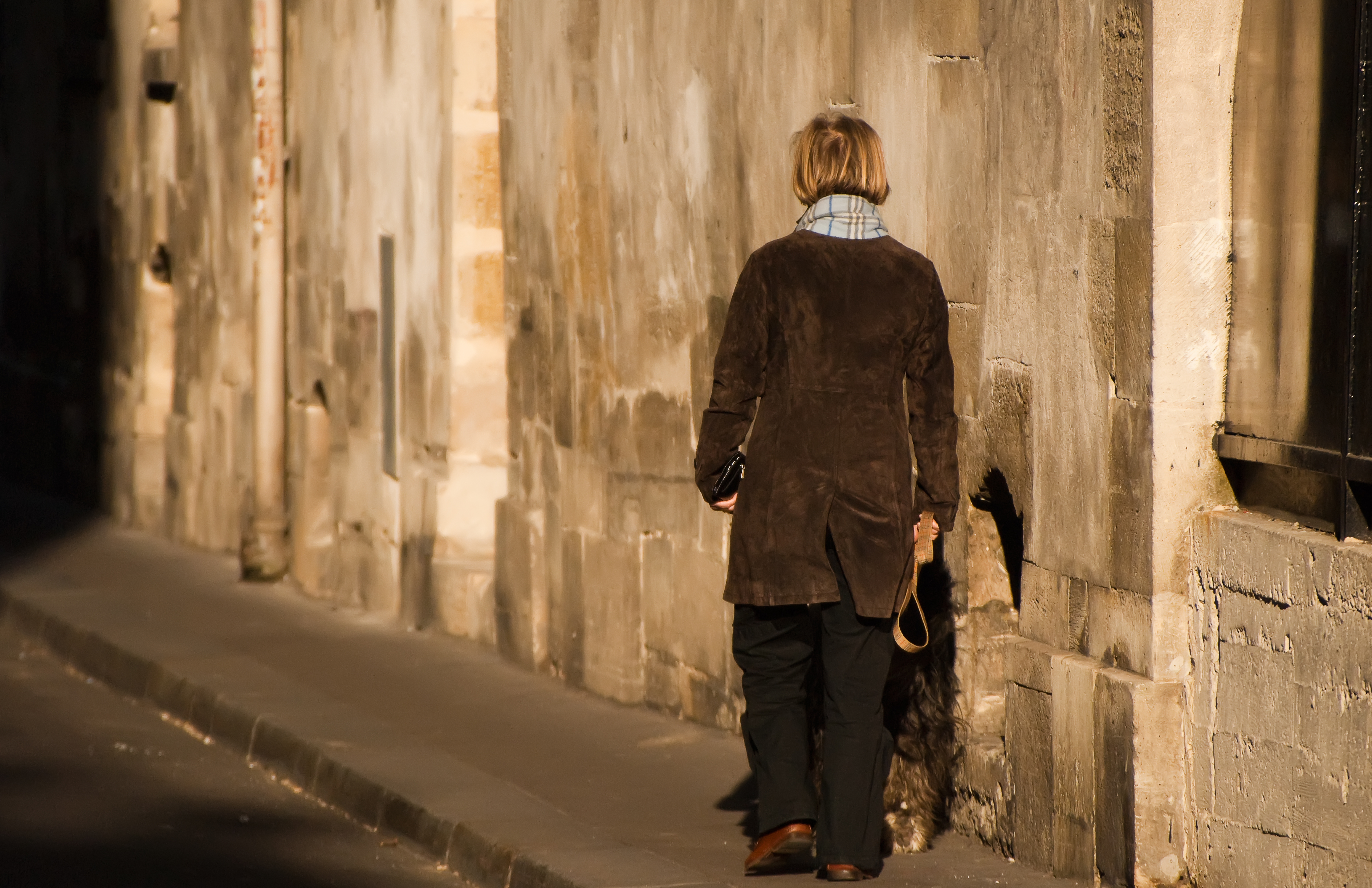
Promeneur de chien à Paris.

Les chiens, en particulier les plus grands, les plus musclés (Terre-Neuve, Boxer, etc.) et les plus vifs (Berger des Pyrénées, terriers, etc.) ont besoin d'espace et d'activité musculaire : jeu, travail, etc. À défaut d'un jardin où l'animal pourrait rester autant de temps qu'il le souhaite, celui-ci a besoin de « sortir » au moins quatre fois par jour (une fois toutes les six heures environ) pendant une vingtaine de minutes environ, pour se « dépenser », mais aussi et surtout pour éviter les infections urinaires, dues généralement à une trop longue stagnation de l'urine dans la vessie. Si l'animal ne peut être détaché parce qu'il s'enfuit, une longue laisse est adaptée. Cette moyenne de quatre sorties par jour augmentera en cas de risque aggravé d'infection urinaire. C'est le cas notamment pour certaines races de chiens, comme les bergers allemands (susceptibles de nombreux problèmes rénaux) ou lorsque le chien a accès à des aliments non recommandés (voir alimentation).

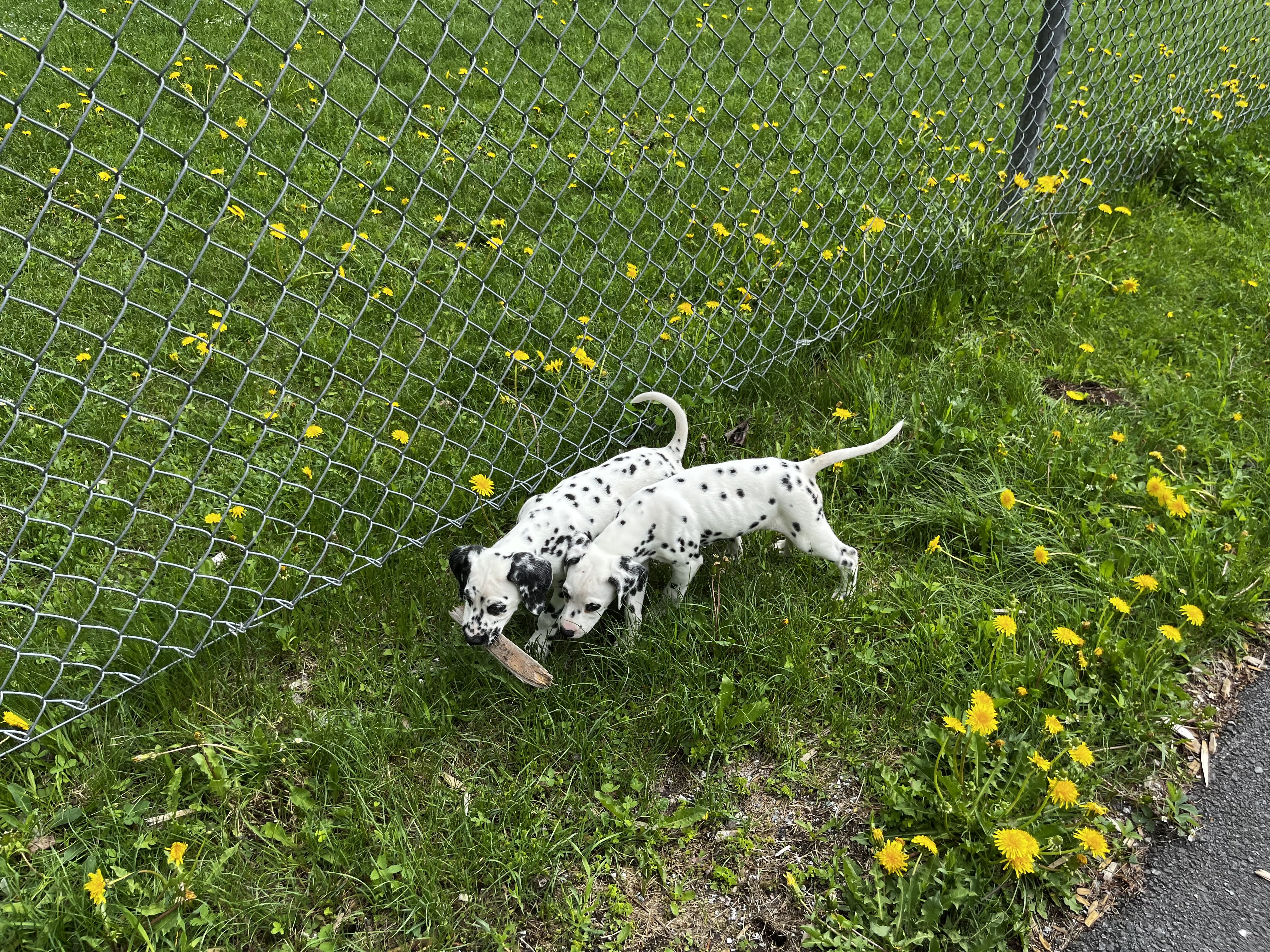
Deux chiots jouent dans un jardin.

Si l'animal a accès à un jardin ou tout autre espace, une sortie quotidienne d'une durée d'environ une heure (plus ou moins selon le chien, sa race, son âge, etc.) est idéale. Le meilleur compagnon du chien reste, à défaut de l'homme, un autre chien. Cependant, les réactions des chiens entre eux sont imprévisibles et nécessitent un temps d'observation de la part des propriétaires en cas de rassemblement. Le chien est un animal social et de contact. La solitude est une souffrance pour lui. Il a aussi toujours besoin de rencontres avec ses congénères. Il est fréquemment à la recherche de partenaires que ce soit pour le jeu, le toilettage mutuel, et la reproduction.
Le marquage du territoire est un acte d’une grande importance. Le chien a besoin de flairer ses propres traces, celles de ces congénères et d'en déposer de nouvelles. Le jeu ou le travail sont primordiaux pour l’équilibre psychologique même chez le chien adulte, car il permet d’évacuer des tensions accumulées.

## Santé

### Maladies et vaccinations
Dans certains pays, les chiens de compagnie, de travail, de chasse sont référencés, afin d'assurer leur santé et leur protection. Vermifugations et vaccinations font partie du suivi médical de base des animaux, qui doivent posséder papiers et carnet de santé mis à jour lors des visites par le vétérinaire. Des vaccins sont exigibles à la frontière de certains pays, notamment la rage.

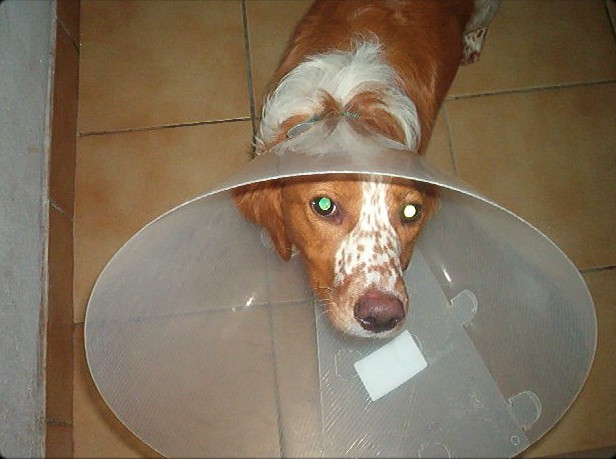
Chien avec une collerette l'empêchant de toucher ses plaies.
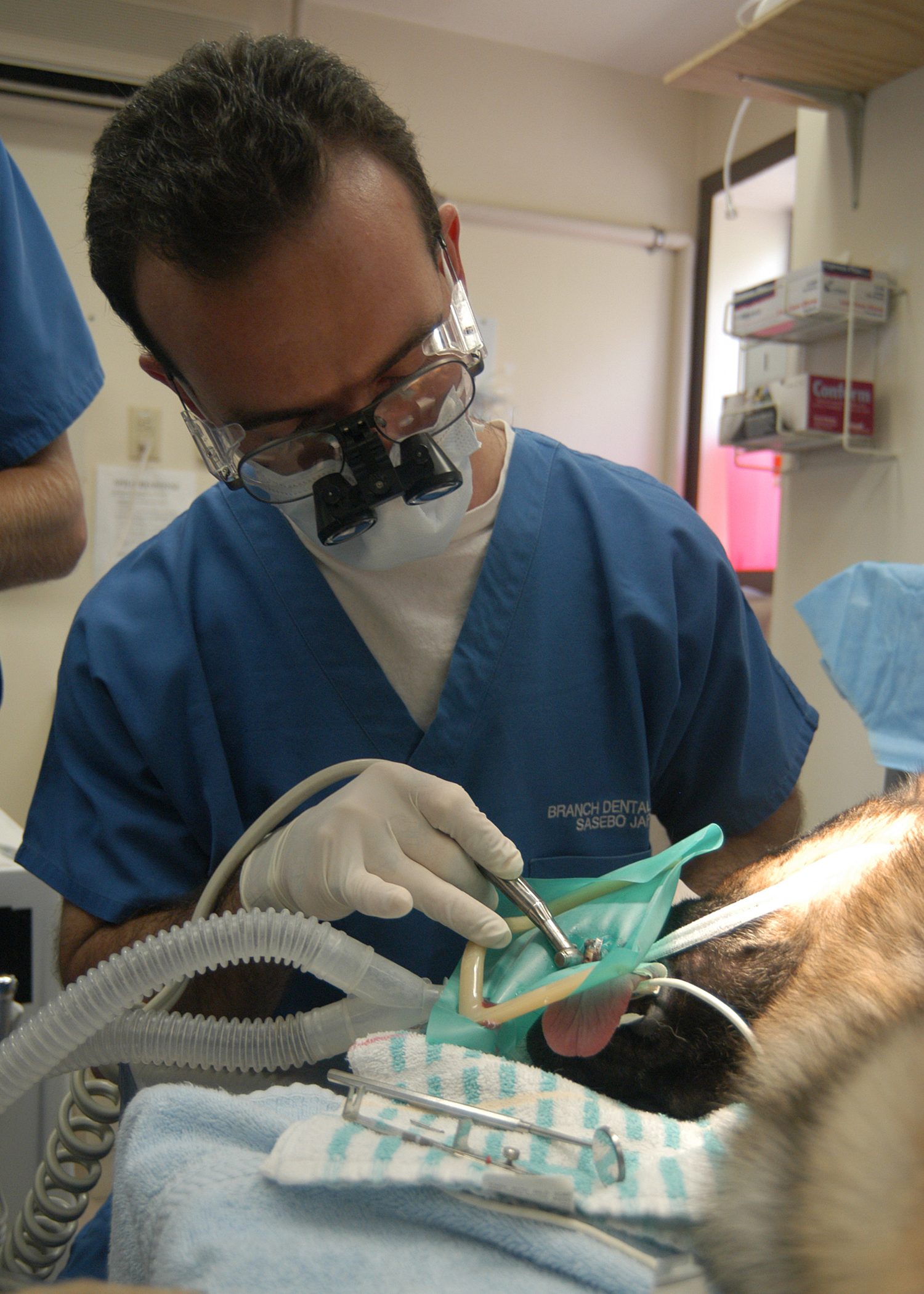
Dentiste pour chien (U.S. Navy).
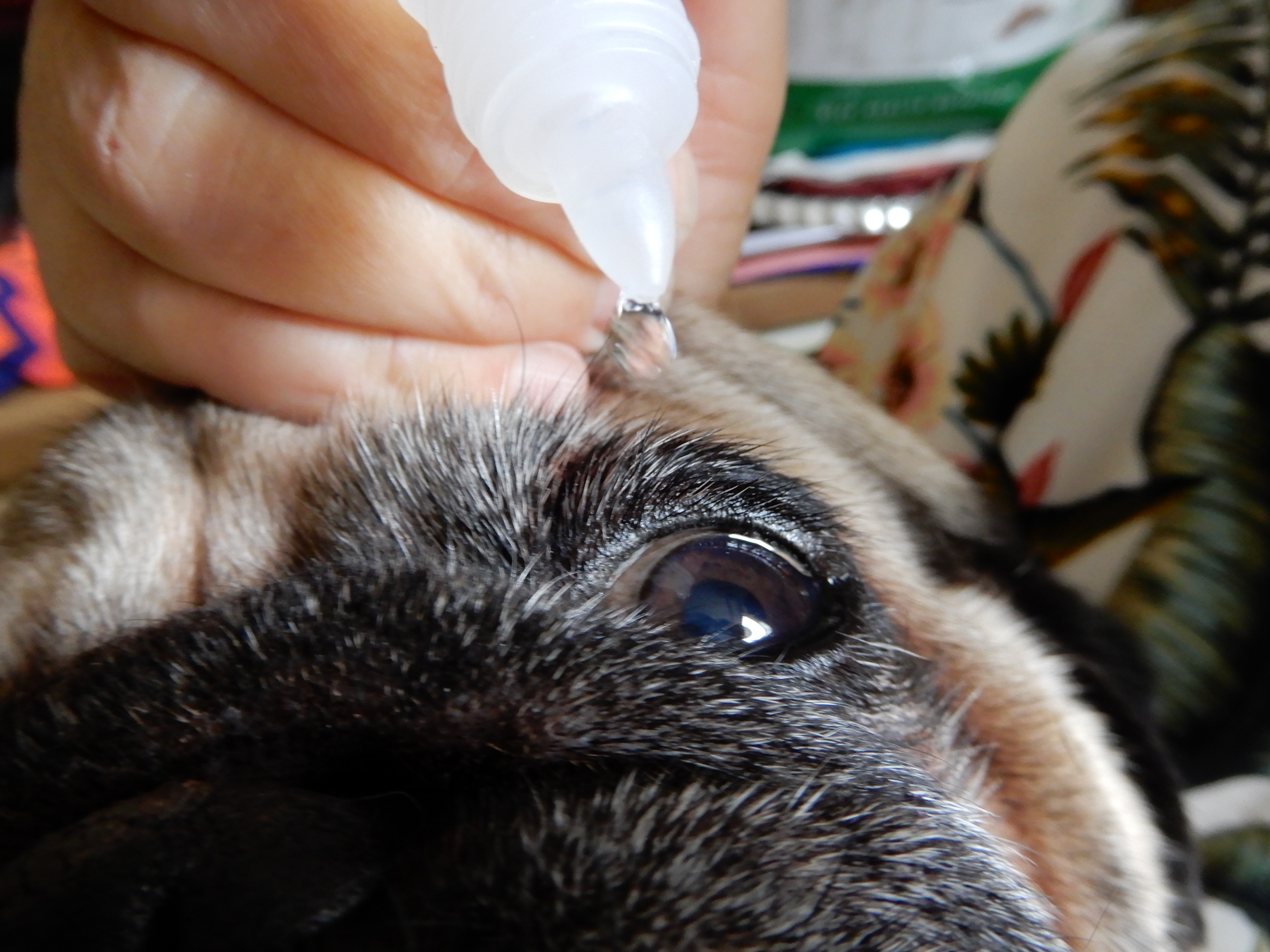
L'application d'une solution saline pour soigner les yeux d'un chien. Octobre 2019.

Le chien en France métropolitaine peut être contaminé par plusieurs types de vers : vers ronds et vers plats. Dans les vers ronds, on trouve 3 catégories principales : Ascaris, Ankylostomes, Trichures. La contamination se fait par le milieu extérieur.
Dans les vers plats : Taenias, Dipylidium, Échinocoques. La contamination se fait par consommation d'un hôte intermédiaire : rongeurs, mammifères… pour les taenias, puces pour le dipylidium, viscères de mouton ou petits rongeurs pour les échinocoques. Toutes les variétés peuvent contaminer plus ou moins l'espèce humaine (sauf les trichures) : un traitement trimestriel avec un vermifuge polyvalent est actuellement conseillé par l'ESCAPP. Le traitement induit de choisir un vermifuge actif sur l'ensemble de ces vers : consulter un vétérinaire.
Les parasites internes sont peu spécifiques, comme les parasites intestinaux que ce soient les ténias ou ascaris, les coccidies, les trichuris, ou d’autres causes de maladies comme la gale auriculaire, la démodécie, la toxoplasmose, la dirofilariose, les ankylostomes, la douve du foie, la giardiose. La giardose du chien est fréquente en France, touchant les animaux de tout âge, avec une prévalence plus élevée chez les jeunes qui sont plus sensibles à la contamination fécale et sont immatures au plan immunologique.
Un chien en bonne santé possède une truffe humide. La propreté corporelle (arrière-train, pattes, pelage, etc.), assurée par le chien, en est également le signe. L'haleine nauséabonde peut être signe de caries. La température normale du chien oscille entre 38 et 39 °C, en fonction de la race et de l'activité. Son rythme cardiaque est d'environ 90 à 120 pulsations par minute, pour environ 20 mouvements respiratoires dans ce temps. Si la température du chien s'élève à plus de 39 °C, le chien est certainement malade. Pour prendre sa température on peut utiliser un thermomètre légèrement lubrifié.
Les principales maladies infectieuses chez le chien sont la maladie de Carré, la maladie de Rubarth, la leptospirose, et la parvovirose. D'autres maladies infectieuses plus méconnues du grand public peuvent toucher le chien dès son plus jeune âge. Parmi elles, la toux du chenil (trachéobronchite infectieuse canine) est une maladie très contagieuse, la piroplasmose (maladie parasitaire transmise par les tiques qui s'attaque aux globules rouges du chien) et enfin le virus de la rage (maladie transmissible à l'Homme) si le chien n'est pas vacciné comme il se doit.
Ces maladies peuvent faire l'objet de vaccinations, et nécessitent une prise en charge par un vétérinaire. Le chien peut aussi souffrir d'affections telles que des problèmes digestifs, cardiaques ou urinaires.
Depuis quelques années, les chiens ont la possibilité d'être assurés avec des assurances spéciales,.

### Parasites
Le brossage, en particulier pour les chiens à poil long, permet d'éliminer les poils morts. Il permet aussi de repérer la présence éventuelle de parasites externes, tels que les tiques ou les puces. La puce la plus fréquente chez le chien est en fait la puce du chat Ctenocephalides felis. Ces parasites, responsables de démangeaisons intempestives, peuvent entraîner allergies, chutes de poils, et irritations de la peau du chien. Ils doivent donc être éliminés selon les conseils d'un vétérinaire ou de son expérience propre. Lorsque le chien a des puces, il faut les détruire sur le chien, mais aussi à l'endroit où il dort, car elles peuvent aussi aller se loger dans les fissures du sol près de son logement. Un nettoyage à fond sera donc nécessaire[réf. nécessaire]. Des traitements antipuces à base d'imidaclopride et de perméthrine existent et sont efficaces. Cependant, ces molécules représentent une menace sérieuse pour les oiseaux qui utilisent les poils des chiens pour confectionner leur nid, ce qui intoxique leurs oisillons et les tue.
Les tiques sont plus faciles à éliminer. Elles peuvent être enlevées avec une pince à épiler, mais il faut avoir un certain tour de main. Cependant, si une tique est mal retirée, sa « trompe » peut rester coincée dans la peau du chien et entraîner inflammation et infection. Il existe cependant de petits appareils spécialement conçus pour retirer les tiques en toute sécurité.
En cas de nécessité, un shampoing adapté peut être utilisé pour laver l'animal. En revanche il ne faut laver le chien que très rarement, voire jamais, car des bains fréquents peuvent irriter la peau de l'animal et lui provoquer de l'eczéma. Les yeux et les oreilles peuvent aussi être nettoyés mais avec grande précaution. Pour les pattes, vérifier régulièrement ou en cas de boiterie, afin d'éviter qu'un corps étranger (épine, clou…) ne cause des lésions entre les coussinets. Idéalement, vermifuger les chiens, car ceux-ci peuvent avoir des vers intestinaux. La prise de comprimés ou autres formes, permet d'éviter et de supprimer ces vers. Si le chien côtoie des populations de tiques, de puces et autres, on peut lui appliquer le traitement adéquat. Les traitements peuvent être prescrits par un vétérinaire.

## Rôle et place dans la société humaine
Leur rôle le plus général semble bien d'être avec l'homme. L'homme aime bien avoir des chiens près de lui. Ceci est probablement dû à la fois à la psychologie humaine et à la psychologie canine.

### Histoire

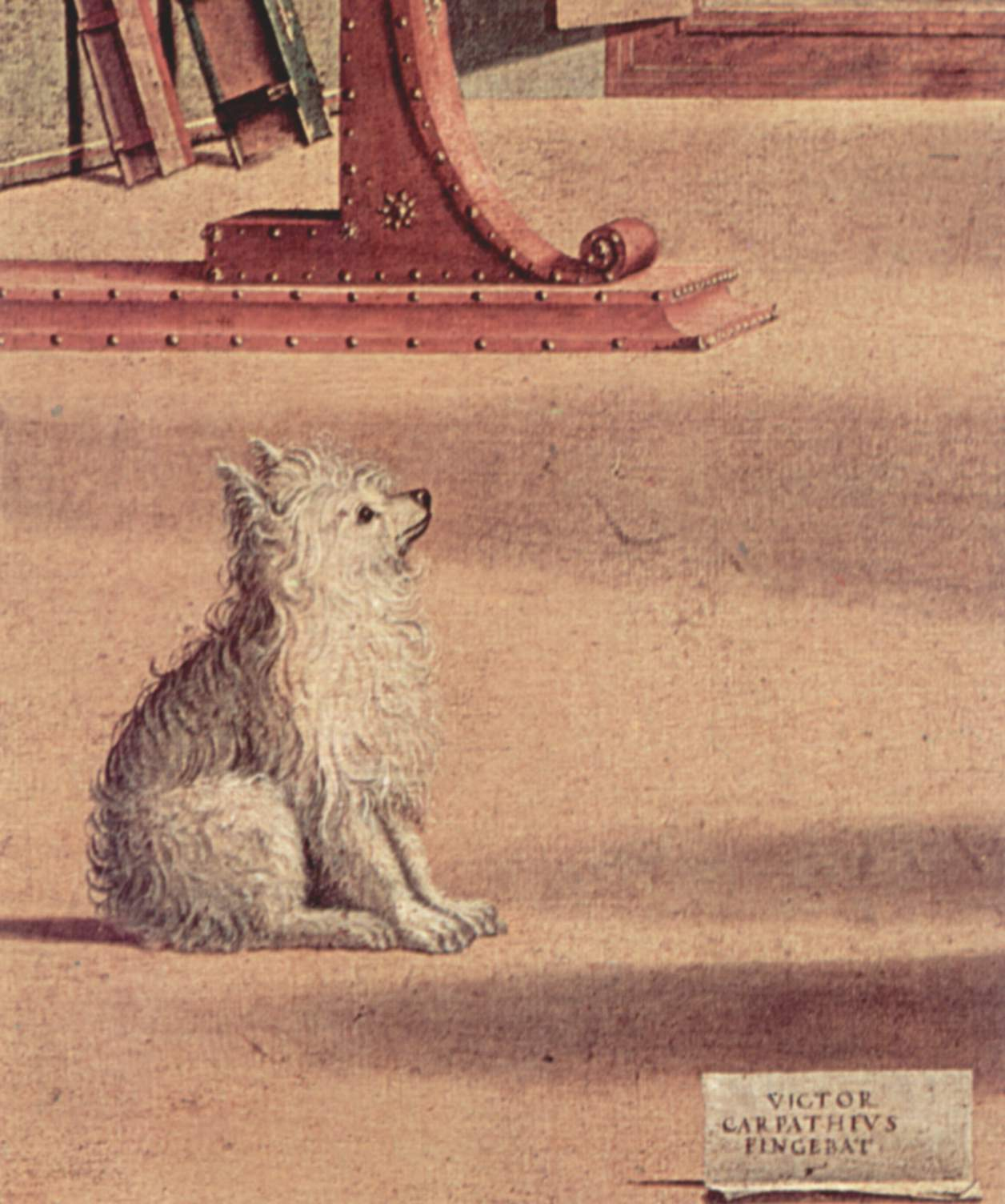
Un chien par Vittore Carpaccio (début du XVIe siècle).

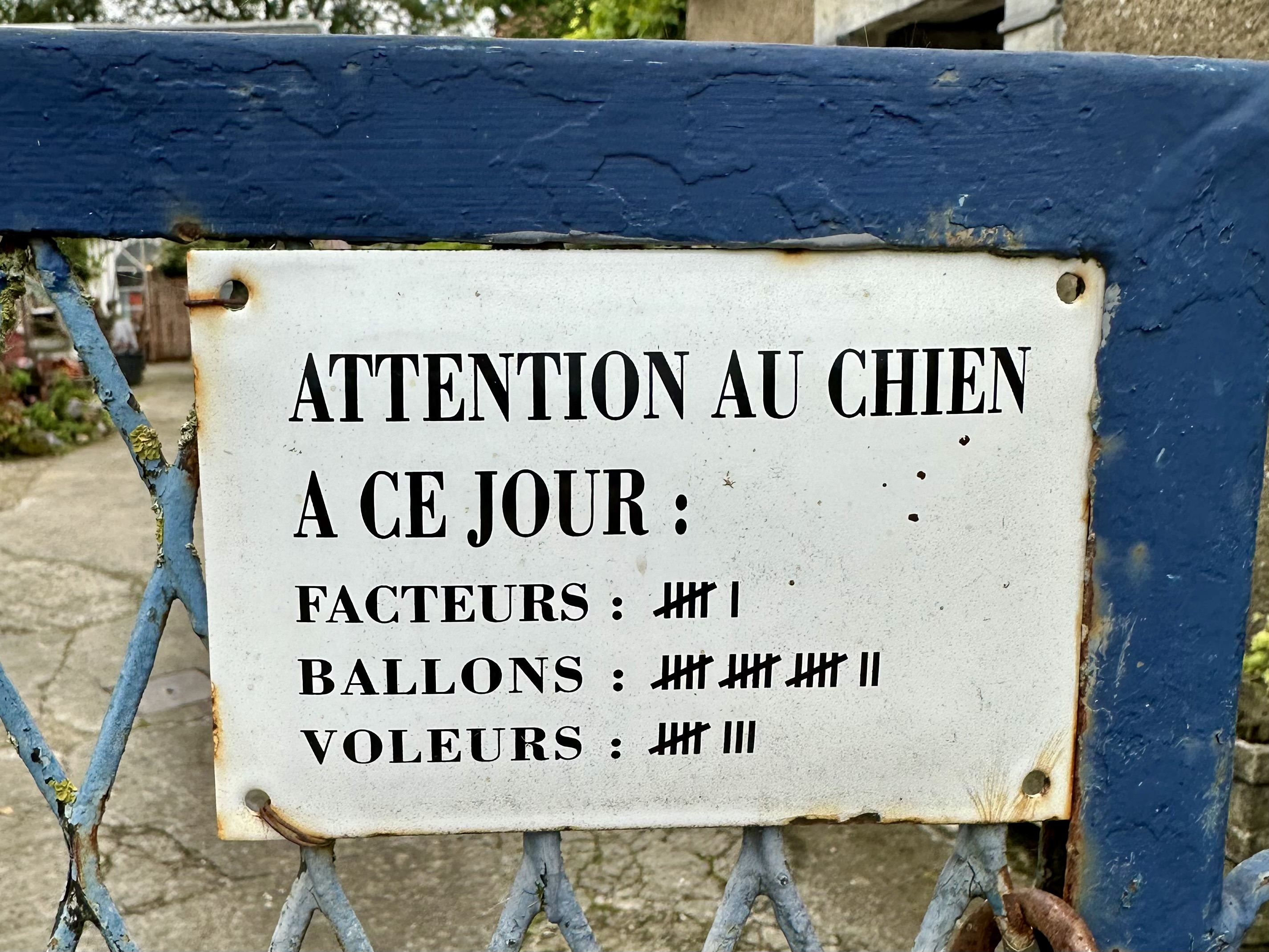
Plaque humoristique « Attention au chien » à Visker.

D'un point de vue génétique, selon une analyse comparative d'échantillons d'ADN mitochondrial, les lignées du chien et des autres sous-espèces de loup se seraient séparées il y a environ 100 000 ans. Toutefois, cette divergence pourrait correspondre à celle d'une population de loups d'où plus tard serait sortie la lignée des chiens. L'analyse d'ADN mitochondrial ne peut donc pas prouver que des chiens existaient déjà il y a 100 000 ans. Par ailleurs, les plus anciens restes fossiles connus de chien domestique ont été trouvés dans les grottes de Goyet en Belgique et datent de 31 700 ans. L'origine de cette domestication est donc clairement préhistorique. Plus précisément, elle est l'œuvre de groupes de chasseurs du Paléolithique supérieur. En comparaison, le cheval sera domestiqué par des groupes nomades entre 4000 et 3000 av. J.-C. Le chien aurait été simplement apprivoisé parmi d'autres animaux, tels les chacals ou les rongeurs. Mais c'est le seul maintenu en dépendance, car il aurait montré le plus d'aptitudes à une socialisation primitive. Des expériences, en cours depuis une cinquantaine d'années avec des croisements sélectifs de renards semblent donner des résultats similaires à ceux observés chez le chien (comportement particulièrement social, pédomorphisme, tempérament enfantin, etc.).
- Dans l'Antiquité, les chiens servaient aux combats (par exemple Irish wolfhound), à la production de viande et étaient aussi supports de croyances et de rites de type religieux.
- Plus tard, sous l'Empire romain, ils étaient des animaux de compagnie, des gardiens de troupeaux et utilisés pour la chasse.
- Au Moyen Âge, dans les campagnes et les milieux populaires, les chiens suscitaient des peurs collectives et faisaient l'objet d'exterminations quotidiennes[62]. Pour la noblesse, en revanche, ce fut l'âge d'or de la vènerie.
- À la Renaissance, la passion des hommes pour la chasse parvint à conserver une place aux chiens dans la société. La noblesse considérait le chien comme un signe de puissance et de grandeur. Ceci permit le développement de races de chiens de compagnie.
- En Amérique du Nord, avant que n'arrivent les Européens, les chiens avaient de nombreuses utilités : ils servaient d'animaux de trait dans les plaines et dans le haut Arctique, on en élevait pour le poil (pour confectionner des couvertures), on les mangeait, etc. En outre, les chiens avaient une importance dans les traditions et on les enterrait dans les cimetières. Certains chiens sans poils servaient de bouillotte pour alléger les articulations douloureuses[63].
- Au XIXe siècle, la population de chiens connaît une expansion numérique. Il est devenu un animal commun.
- Vers 1855, les anciennes races de chiens sont reconnues officiellement et leur type est homogénéisé (fixé) tandis que de nouvelles races créées par l'homme apparaissent. C'est l'apparition de la cynophilie.
- À la Belle Époque, puis entre les deux guerres, les artistes, les écrivains, et les politiciens choisissent des animaux qui les différencient du commun tel que les teckels par leurs petites tailles ou encore les caniches pour leurs poils.
- Le 3 novembre 1957, Laïka (du russe : Лайка, « petit aboyeur »)[c], une chienne du programme spatial soviétique devient le premier être vivant mis en orbite autour de la Terre. Elle a été lancée par l'URSS à bord de l'engin spatial Spoutnik 2, un mois après le lancement du premier satellite artificiel Spoutnik 1.

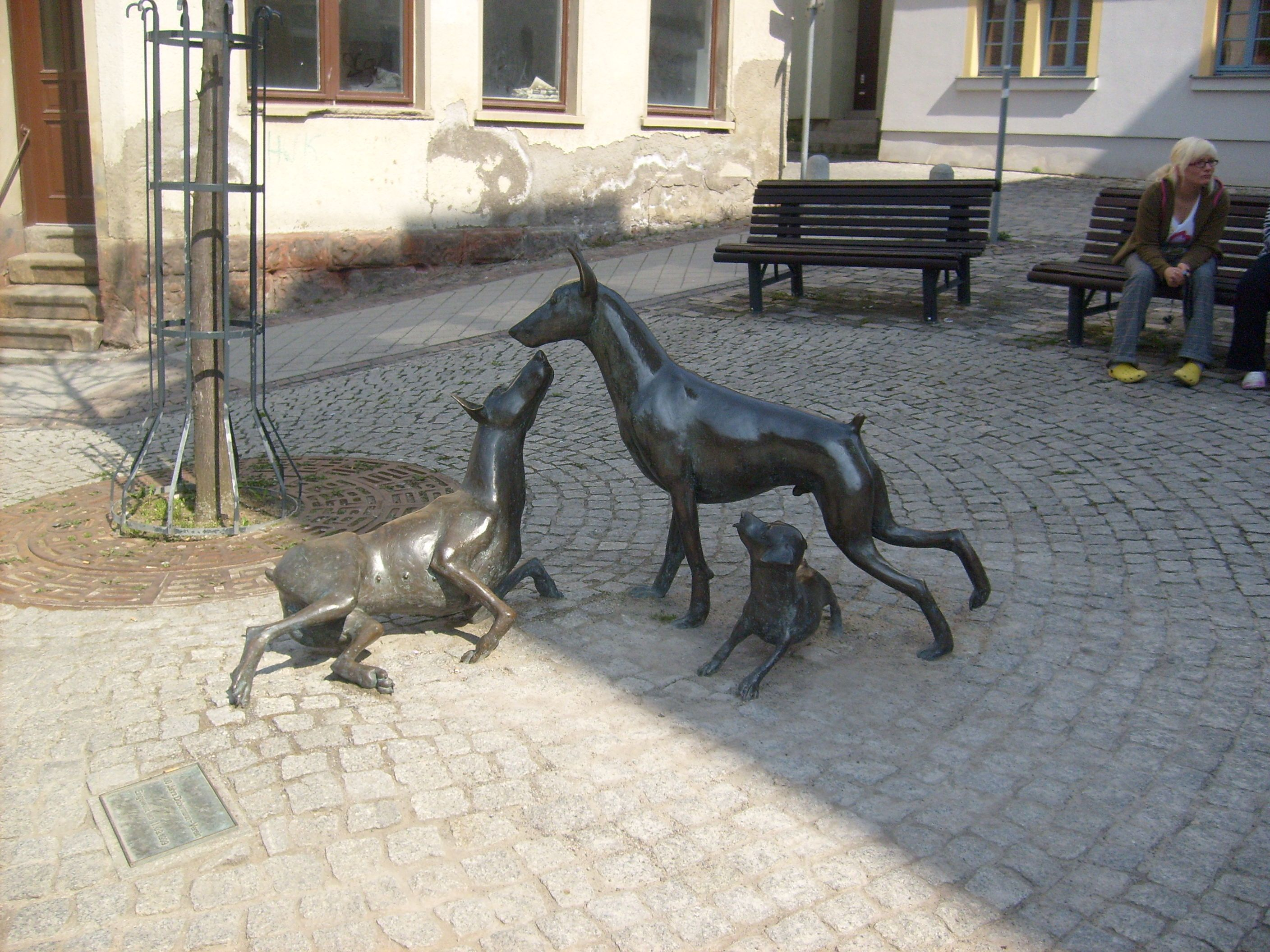
Statues de Dobermanns.

### Éducation

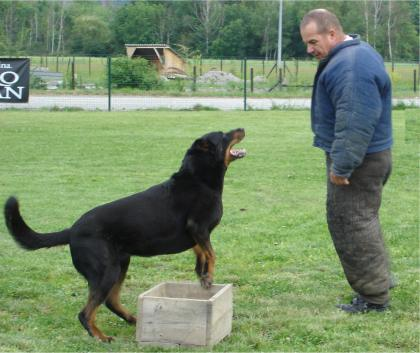
Dressage d'un Berger de Beauce.

L'apprentissage peut être très long et peut demander des années dans certains cas spécifiques : chien d'aveugle, d'assistance, policier, de troupeau, etc. L'éducation fait aussi partie de la santé de l'animal domestique : l'autorité du propriétaire doit être établie dès que possible et la socialisation permet d'intégrer le chien au sein d'une famille avec enfants et/ou autres animaux domestiques. Comme pour tout apprentissage, il n'existe pas de méthode unique efficace dans toutes les situations, mais une large palette de moyens d'apprentissage : à chaque maître de trouver celle qui fera le mieux comprendre au chien ce qui est attendu de lui. De plus, bien que certaines races de chiens soient plus calmes que d'autres, le comportement d'un chien dépend toujours de l'éducation et de l'attention qu'il aura reçues. Cependant, un chien gardera sa part d'instinct et de prédateur.
Toutefois, malgré la large palette de méthodes et d’outils utilisables pour l’éducation d’un chien, son comportement et sa propension à proposer et à prendre des initiatives sont directement liés à la façon de faire de l’éducateur. Ainsi, les méthodes douces, favorisant le fait de récompenser une bonne action ou un bon comportement (renforcement positif – R+ Voir conditionnement opérant), associées à une bonne compréhension de la communication canine (comme les signaux d’apaisement et les postures) permettent une meilleure relation entre le chien et le maître, un accroissement de la confiance dans le binôme ou dans la famille, et d’une manière plus générale une jovialité dans le caractère de l’animal qu’on ne retrouvera que beaucoup plus difficilement avec certaines méthodes plus traditionnelles, basées sur la domination forcée de l’animal et la punition à la suite d'un mauvais comportement (punition positive – P+ Voir conditionnement opérant)
Les chiens peuvent reconnaître jusqu'à environ 1 000 mots. L'hémisphère cérébral gauche est spécifiquement impliqué dans la reconnaissance des mots connus du chien. L'hémisphère droit est spécifiquement impliqué dans le traitement de l'intonation. Le système de récompense n'est activé par l'audition d'un mot que si ce mot et son intonation sont tous deux associés par le chien à une louange.

### Statut juridique
Dans certains pays, comme tout animal domestique, les chiens ont droit à la santé et à la protection ce qui implique que les propriétaires aient des devoirs et responsabilités envers eux et vis-à-vis de la sécurité d'autrui. Ainsi, par exemple :
- en France, les mauvais traitements envers les chiens (et autres animaux domestiques) sont interdits, et pénalisés (ainsi que leur trafic), par des peines d'amendes. Un décret[66] impose depuis 2008 une évaluation comportementale des chiens. Il est notamment interdit :
  - de priver ses chiens de nourriture ou de l’abreuvement nécessaires à la satisfaction de leurs besoins vitaux,
  - de les laisser sans soins en cas de maladie ou de blessures,
  - de les placer et de les maintenir dans un habitat ou un environnement susceptible d’être, en raison de son exiguïté, de sa situation inappropriée aux conditions climatiques, ou de l’inadaptation des matériels et installations, une cause de souffrance, de blessures ou d’accidents. Les chiens doivent en particulier avoir accès à une niche ou un abri isolé et protégé des intempéries et disposer d’une aire d’exercice clôturé lui permettant d’évoluer librement et comportant une zone ombragée,
  - d’utiliser des dispositifs d’attache ou de contention ainsi que des clôtures, des cages, ou plus généralement tout mode de détention inadapté,
  - en outre tout chien de plus de 4 mois nés après le 6 janvier 1999 doit être identifié (préalablement à toute cession par vente ou par don) de même que pour tout déplacement à l’étranger ; toute importation ; pour l’inscription à un livre généalogique (LOF)  et pour tout transit par un établissement de garde ou de vente ;
- en Suisse, les propriétaires de chiens doivent suivre une formation[67]. « Les chiens doivent être détenus dans le respect des prescriptions de l’Arrêté du 25 octobre 1982* relatif à l’élevage, à la garde et à la détention d’animaux. Ils doivent faire l’objet de soins attentifs. »

### Chiens d’utilité plus spécifique

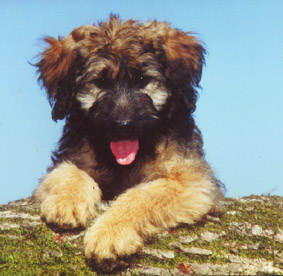
Chiot de race gos d'Atura, chiens de berger ou de garde.

En dehors du cadre familial, où il aime à se dépenser, partager les jeux et les joies tout en protégeant son foyer en montant la garde, on trouve le chien dans diverses activités aux côtés de l’homme.
Les chiens sont utilisés à de nombreuses tâches, qui font appel à différentes qualités, selon les besoins. Depuis longtemps, les chiens de berger sont les auxiliaires des gardiens de troupeaux (bergers) là où ils se trouvent. Au XIXe siècle, des chiens, appelés chiens de charrette, étaient utilisés, notamment en France, en Belgique et aux Pays-Bas, pour tracter la petite charrette des livreurs de lait. En 1936, le Ministère de l'Intérieur français interdit la traction canine (sauf transport de personnes mutilées ou infirmes), mais la pratique subsiste sous une forme marginale jusqu'à 1945.
Ils peuvent être également les auxiliaires fonctionnels et exutoires affectifs de sans-abris.
Les chiens de races reconnues pour leur résistance et leur endurance peuvent être utilisés comme chien d’attelage, de sauvetage et d’assistance. Ceux dont les capacités, d’attention, d’obéissance et de flair sont appréciées, aident les chasseurs (chien de chasse), les chiens chercheurs de truffes auxiliaires des caveurs (chien truffier), ou encore les forces de police dans la lutte antidrogue (chien de détection) et la recherche de personnes (chiens pisteurs, comme les bergers allemands).
Le chien de garde doit être à la fois agressif et obéissant. Certains chiens sont dressés afin d’aider les personnes handicapées, et notamment les personnes non voyantes (chien guide d’aveugle, comme les labradors). Ceux enfin suffisamment curieux, joueurs, complices avec leur maître, peuvent être chien de cirque, chien acteur de cinéma, chien de sport ou de loisirs.
Les chiens sont utilisés en temps de guerre, l'exemple le plus connu étant celui des chiens anti-char. Actuellement, l'armée française emploie un certain nombre de chiens militaires. Ils sont des aides très efficaces pour la recherche d'explosifs (des opérations ont été menées pour la recherche de mines antipersonnel, de stupéfiants, pour la détection d'intrus dans les locaux de la défense). Du personnel hautement qualifié forme chaque année des équipes cynégétiques. Le maitre-chien militaire doit instaurer avec son partenaire canin une complicité résistant à toute épreuve dans les pires situations. Il doit maîtriser l'ensemble des techniques permettant de transporter le chien en montagne, comme sur mer (faire du rappel avec son chien, mais également faire des sauts en parachute avec son chien, etc.). Le Berger Belge Malinois est un chien très apprécié pour son tempérament rusé, sa vivacité et sa perspicacité, de même que le berger des Pyrénées.
Les chiens, principalement des beagles, sont également utilisés pour la recherche scientifique. En France, cet usage est règlementé par le décret de 1987 : la fourniture de chiens pour les laboratoires est légale, comme l'expérimentation animale, pourtant de nombreuses associations s'insurgent contre ces pratiques. Au Canada, les conditions d'expérimentation sont notamment définies par le Conseil canadien de protection des animaux. La zoothérapie fait parfois appel à des chiens pour aider à résoudre des problèmes comportementaux chez l'enfant. Par ailleurs, une étude canadienne de 2021 menée par l'Université de la Colombie-Britannique Okanagan auprès de 284 étudiants a montré que le contact physique avec un chien permet une augmentation importante du bien-être. Selon John-Tyler Binfet, auteur principal de l'étude, faire des caresses à un chien de thérapie est « un moyen infaillible de réduire le stress ».

### Alimentation humaine
Dans certaines civilisations, on mange de la viande de chien. Le chow-chow et les chiens nus américains (chien nu mexicain et chien nu du Pérou), en particulier, sont des races sélectionnées spécifiquement comme source de viande. Aussi, certains pays comme la Chine sont le théâtre d'un trafic de chiens, détenus et utilisés dans des circonstances qualifiées d’inhumaines par les associations de défense des animaux, qui s’insurgent contre leurs pratiques. Ainsi dans la région de Yulin (Guangxi), la tradition est de fêter le solstice d'été en consommant de la viande de chien. Les animaux seraient issus des zones urbaines et non d'élevages. Toutefois en avril 2020, la Chine décide d'exclure les chiens et les chats d'une liste officielle des animaux comestibles en raison d'une opposition croissante de la population.

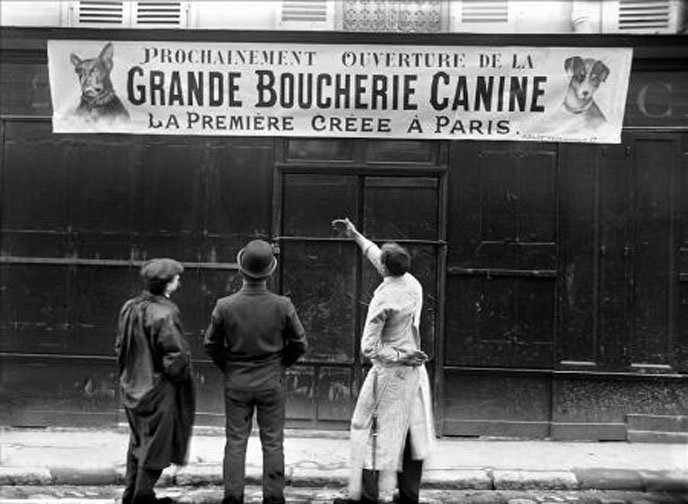
Ouverture d'une boucherie canine, à Paris en 1910.

Le chien est utilisé dans l'alimentation humaine, ou a été utilisé, sur pratiquement toute la planète. Il est cependant culturellement mal vu de consommer du chien en Europe, aux États-Unis, au Canada, ainsi qu'à l'Île Maurice depuis quelques décennies. Certains États des États-Unis en interdisent explicitement la consommation. Les populations montagnardes des Monts Mandara consomment régulièrement de la viande canine disponible sur les marchés. La consommation de chiens domestiques est liée à certains rites importants.
En Suisse, il est interdit de commercialiser de la viande de chien, en revanche, aucune loi n'interdit la consommation de viande de chien dans un cadre privé.

## Gestion des populations canines

### Statistiques de population canine
Nombre de chiens par pays[réf. nécessaire] :
- Afrique du Sud : 9,1 millions (1 pour 5 habitants)
- Allemagne : 5,1 millions (1 pour 16 habitants)
- Australie : 4 millions (1 pour 5 habitants)
- Brésil : 34 millions (1 pour 6 habitants) en 2010[78]
- États-Unis : 61 millions (1 pour 5 habitants)
- France : 7,4 millions de chiens (1 pour 9 habitants) en 2012[79]
- Inde : 440 000 (1 pour 2 609 habitants)
- Indonésie : 1,3 million (1 pour 20 habitants)
- Italie : 7 millions (1 pour 9 habitants)
- Japon : 9,6 millions (1 pour 13 habitants)
- Malaisie : 1,5 million (1 pour 17 habitants)
- Nouvelle-Zélande : 440 000 (1 pour 9 habitants)
- Pologne : 7,5 millions (1 pour 5 habitants)
- République populaire de Chine : 22 millions (1 pour 62 habitants)
- Royaume-Uni : 6 millions (1 pour 10 habitants)
- Russie : 9,6 millions (1 pour 15 habitants)
- Thaïlande : 6,9 millions (1 pour 9 habitants)
- Canada : 5,9 millions (1 pour 5 habitants)

Auxquels il faut ajouter les chiens errants ou chiens parias, redevenus plus ou moins sauvages par marronnage.

### Services canins
La société s'adapte à la présence des chiens au sein des familles et de villes. Ainsi, de nombreuses structures spécialisées ont vu le jour afin de répondre aux besoins des compagnons et de leurs maîtres.
- Accessoire : la vente d'accessoire tel que collier de chien, laisse, vêtement, panier, cage de transport…
- Dressage et éducation : des centres d'éducation permettent aux propriétaires d'obtenir des conseils auprès de spécialistes. Ces centres proposent en général des « cours » dans lesquels les chiens apprennent les ordres de base.
- Comportementalistes : le comportementaliste est un spécialiste de la relation homme-chien dont le but est de résoudre les comportements gênants de l'animal par des modifications de son environnement ou de l'attitude de son entourage envers lui. Actuellement la profession est en voie de structuration afin d'offrir une visibilité plus claire au public.
- Soins : les cabinets, cliniques ou hôpitaux (la différence est liée au niveau de l'équipement du plateau technique et de la qualification du personnel) et vétérinaires permettent un suivi médical des animaux. De plus, comme il existe des médecins de garde, il existe des vétérinaires de garde pour faire face aux urgences.
- Toilettage : en plus des boutiques spécialisées dans le soin pour les « concours de beauté canins », certaines animaleries offrent un service de lavage et mise en beauté des animaux de compagnie.
- Massage : adaptation des techniques bénéficiant aux humains.
- Transport : les réseaux ferroviaires et aériens proposent aussi des solutions pour que les animaux puissent suivre leurs maîtres lors de voyages ou déménagements.
- Promeneur de chien.
- Garderie : outre les établissements spécialisés, le « dog-sitting », qui consiste en un placement en « famille d'accueil » pendant les déplacements des propriétaires, permet d'éviter de nombreux abandons à la veille des vacances.
- Refuge : pour des chiens abandonnés, perdus, victimes de maltraitance, ou simplement dans l'attente d'un nouveau maître.

### Normalisation des noms de chiens de race
Il existe un système de normalisation dans les différents pays du Monde. Il s’agit d’une formalité universelle qui doit être respectée pour le chien de race, pour peu que son maître ait l’intention de l’inscrire à des concours canins officiels.

#### France
En France, une règle[Laquelle ?] impose que tous les chiens descendant de deux parents inscrits au Livre des origines français (LOF), et de ce fait titulaires du « certificat de naissance et d'inscription provisoire au LOF au titre de la descendance », qui naissent une même année portent des noms commençant par la même lettre. Cette règle a été instaurée pour mettre de l'ordre dans le LOF, registre d'état civil canin depuis 1885. Durant longtemps, les propriétaires n'étaient pas contraints de déclarer rapidement leur animal et certains le faisaient même plusieurs années après la naissance. De ce fait, le fichier national était vite devenu un véritable casse-tête lors des consultations puisque les chiens n'étaient pas inscrits dans l'ordre chronologique de la date de leur naissance.
En 1926, la Société centrale canine, chargée de tenir à jour le registre « LOF », met en place un premier système de lettrage pour simplifier la consultation. Tous les chiens nés une même année doivent porter dorénavant un nom dont la première lettre est celle choisie pour l'année en cours : « A » en 1926, « B » en 1927, etc. (le « Z » fut exclu). Cependant, de 1948 à 1952, de nombreux propriétaires se sont insurgés contre ce système qui leur imposait les lettres « W », « X » ou « Y », car elles offraient trop peu de possibilités de noms, ce qui eut pour conséquence qu'en 1952 un chien sur quatre portait le nom de « Zorro ». Finalement, en 1973, la Société centrale canine supprima définitivement les lettres jugées difficiles « K », « Q », « W », « X » ou « Y », réduisant à vingt l'alphabet des noms canins. Cette année-là, la lettre J a été choisie.
En 2022, la France en est actuellement à la lettre « T ».

#### Autres pays francophones
Dans les principaux pays francophones, les chiens nés en 2008 doivent posséder un nom commençant respectivement par les lettres suivantes : la lettre H en Belgique et la lettre U au Québec (Canada). En Suisse, le nom ne tient pas compte de l’année, mais de la portée dans un élevage donné. Les chiens de la première portée se voient attribuer la lettre A, ceux de la seconde portée la lettre B et ainsi de suite.

### Problèmes liés aux chiens

#### Morsures
En France, d'après des statistiques d'assurance, 500 000 personnes sont chaque année victimes de morsures de chien, parmi lesquelles 60 000 nécessiteraient une hospitalisation. De 1990 à 2010, ces attaques ont provoqué 33 décès.
Aux États-Unis, 4 500 000 personnes sont mordues chaque année, avec une moyenne de 31 décès par an.

#### Déjections canines en ville
Les problèmes liés aux déjections canines peuvent être un défi pour les services de propreté urbaine. Par exemple, la population canine parisienne produit à elle seule 16 tonnes de déjections par jour.
Des motocrottes ont été créées dans les années 1980 à Paris pour ramasser les déjections canines, en plus d'espaces dédiés. Des campagnes de communication tentent d'avertir les propriétaires des problèmes provoqués par les déjections canines. De nombreuses villes ont mis en place des systèmes de distribution de sacs en plastique pour permettre aux propriétaires de ramasser les déjections de leurs animaux.

#### Nuisances sonores
Certains chiens qui n'ont pas été éduqués à limiter leur aboiement génèrent du bruit qui peut engendrer un trouble anormal du voisinage s'ils aboient de manière répétée. C'est le cas notamment des chiens de garde qui vivent en extérieur. Le fait de rentrer le chien le soir élimine le problème d'aboiements nocturnes. Les chiens qui n'ont pas été habitués à rester seuls peuvent pleurer, voire hurler durant l'absence de leur maître. Le volume sonore étant plus faible qu'un aboiement, cette nuisance, essentiellement diurne, est plus fréquente lorsque le chien vit en appartement. En France, les nuisances sonores occasionnées par un chien font encourir à son maître une contravention de 3e classe pouvant aller jusqu’à 450 € .

#### Chiens errants

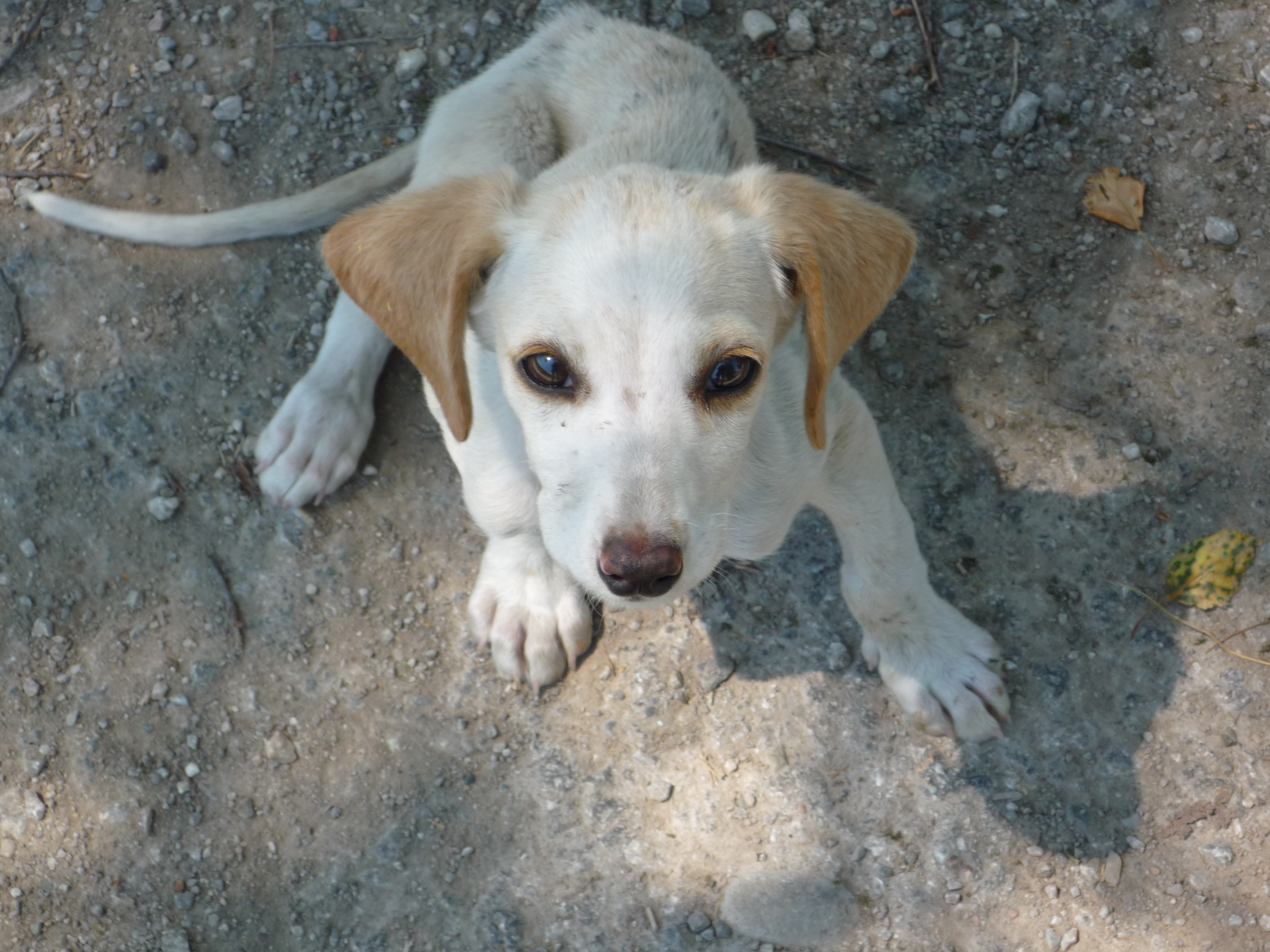
Un chien errant.

Dans les pays développés, la procédure consiste à placer les chiens errants en fourrière, à les identifier par tatouage ou puce RFID, à les vacciner puis à les mettre à l'adoption. Dans ces pays, il est courant d'avoir un chien comme animal de compagnie et chercher un chien dans un refuge est une pratique répandue. Les frais d'adoption payés par les adoptants sont une source de revenus pour les organismes chargés des fourrières animales.
De nombreux pays en développement ne disposent en revanche d'aucune infrastructure de régulation des populations canines. De manière générale les chiens y sont plus rarement vaccinés. Dans ces pays, les chiens errants peuvent mordre les humains et contribuent à disséminer la rage ou d'autres infections. À Gurgaon, en Inde environ 50 morsures dues à des chiens errants sont enregistrées chaque jour. Dans ces pays, les chiens errants se regroupent dans les villes et aux abords des villages. Tant que leur nombre reste restreint, ils sont tolérés et même nourris, car ils éloignent les prédateurs des habitations et des animaux d'élevages. Dans les zones plus reculées, les chiens parias, ou redevenus plus ou moins sauvages par marronnage, sont localement source de dégâts dans les troupeaux de moutons.

### Législation

#### Contexte règlementaire en France
Tout récemment[Quand ?], l’État a profondément modifié l’organisation sous sa tutelle de la tenue des livres généalogiques ou registres zootechniques des races des espèces canines et félines. Les dispositions de l’article L. 653-3 du Code Rural organisant sous la tutelle de l’État la tenue des livres généalogiques ou registres zootechniques des races des espèces équine, asine, bovine, ovine, caprine et porcine ne concernent plus les espèces canines et félines. La LOI no 2011-525 du 17 mai 2011 de « simplification et d'amélioration de la qualité du droit », par son article 33 a exclu de ces dispositions ces deux espèces, privant ainsi de fondement les décrets et arrêtés précisant les conditions d'octroi et de retrait d’agrément des organismes de sélection, ainsi que leurs missions.
La situation créée par cette réorganisation peut se résumer par deux conséquences :
- La tenue de livres généalogiques dans les espèces canines et félines ne s’exerce plus dans la situation de monopole régalien justifiée jusque-là par les prérogatives que se réservait la puissance publique.
- Les activités relatives à la tenue de livres généalogiques dans les espèces canines et félines ont désormais un caractère privé et ne constituent plus une délégation de service public à caractère administratif.

#### Identification et vaccination
En Europe, l'identification des carnivores domestiques par puce sous-cutanée électronique ainsi que la vaccination contre la rage sont obligatoires pour passer les frontières.
En France l'identification et la vaccination contre la rage sont obligatoires pour aller sur certaines îles (dont la Corse) (abrogé arrêté du 14 janvier 2008 abrogeant l’arrêté du 29 novembre 1991 relatif aux conditions et modalités d’introduction des carnivores domestiques en Corse et dans les départements d’outre-mer) ou pour les importations. L'identification sur le territoire français est obligatoire pour tous les chiens de plus de 4 mois et pour tous les chats de plus de 7 mois et nés après le 01/01/12 ainsi que pour toute cession à titre onéreux ou gratuit (Code Rural art.L212.10). En résumé, la vaccination Rage n'est pas obligatoire sauf lors des sorties du territoire et pour les races dites dangereuses (loi du 6 janvier 1999).

##### Vaccinations les plus courantes
Elles sont désignées souvent par la première lettre) : CHLPPi
- C (ou D en anglais distemper) : maladie de Carré
- H : hépatite de Rubarth
- L : leptospirose (en fait 2 à 3 valences)
- P : parvovirose
- Pi : toux de chenil (parainfleunza)

##### Autres vaccinations
- Piro : piroplasmose (maladie transmise par une espèce de tique : Dermacentor reticulatus) Nord-Ouest-Sud ouest de la France (absent dans le Sud-Est)
- Lyme : Maladie de Lyme (maladie transmise par une espèce de tique : Ixodes ricinés) : approximativement les mêmes zones que la piroplasmose
- Coqueluche (anciennement dénommée toux de chenil) : vaccination locale (voie nasale) plus rapide et plus efficace que la valence Pi citée ci-dessus
- Leishmaniose : nouveau vaccin disponible depuis 2011. Maladie transmise par un moustique (en fait espèce apparentée). Zone géographique pourtour méditerranéen (triangle approximatif Nice-Valence - Perpignan), la zone s'étend vers l'intérieur des terres depuis quelques années

#### Chiens dangereux et divagation

##### Québec
Au Québec, en matière de morsures et d’agression chez le chien, la tendance est la discrimination de certaines races dites puissantes, féroces ou dangereuses (pitbull, berger allemand, husky) parce que leur morsure va causer des dommages physiques et psychologiques chez l’humain. La gueule est plus puissante, le chien plus gros et plus fort, le dommage sera visible. La sociabilisation et l’éducation en bas âge sont un facteur majeur qui influence le comportement du chien, qu’importe sa race. Le chien pourrait représenter un danger pour l’humain s’il a subi un traumatisme (accident d’automobile), s’il est dans une phase post-épileptique (ne reconnaît pas encore son maître), s’il est vieux (sénilité), souffrant (maladies) ou errant.

##### France
En France, la loi distingue les races ou types de Chiens considérés comme susceptibles d'être dangereux et les autres races de chiens qui doivent respecter des règles moins strictes. Les chiens susceptibles d'être dangereux sont classés par catégorie.
Les chiens susceptibles d'être dangereux de première catégorie (chiens d'attaque) sont les chiens de type « pitbull », « boerbull » ou « assimilable Tosa », soit :
- Type pitbull : chiens assimilables par leurs caractéristiques morphologiques aux chiens de la race Staffordshire Terrier ou American Staffordshire Terrier sans être inscrits au LOF
- Type boerbull : chiens assimilables par leurs caractéristiques morphologiques aux chiens de race Mastiff, sans être inscrits au LOF ;
- Assimilable Tosa : les chiens assimilables par leurs caractéristiques morphologiques aux chiens de race Tosa, sans être inscrits au LOF ;

Les chiens susceptibles d'être dangereux de deuxième catégorie (chiens de garde et de défense) sont :
- les chiens de race American Staffordshire Terrier (à ne pas confondre avec Staffordshire Bull Terrier), inscrits au LOF ;
- les chiens de race Tosa, inscrits au LOF
- les chiens de race Rottweiler, inscrits au LOF ainsi que les chiens assimilables par leurs caractéristiques morphologiques aux chiens de la race Rottweiler, non-inscrits au LOF.

Depuis le 1er janvier 2010, tout propriétaire d'un chien de première ou deuxième catégorie, d'un chien ayant mordu ou bien qui pourrait représenter une menace, doit posséder un permis chien. Il est pour cela impératif de suivre une formation pour être déclaré apte à détenir un chien dit « dangereux ». De plus, le maître soumet son chien à une évaluation comportementale exercée par un vétérinaire évaluateur. L'examen permet d'évaluer le risque et la dangerosité du chien et les mesures à prendre. Ce contrôle permettra de détecter tout trouble du comportement chez l'animal.

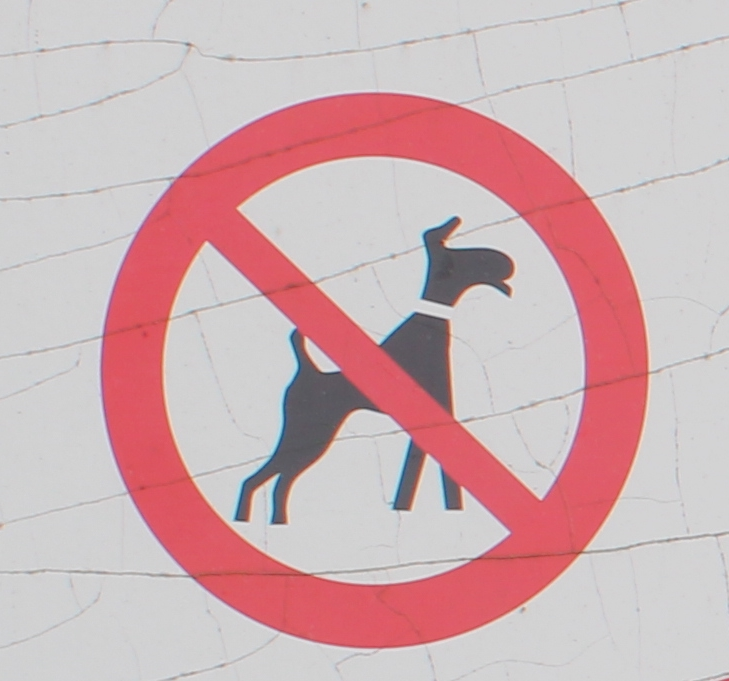
Panneau Interdit aux chiens.

La divagation est interdite et passible de mise en fourrière (Art. L.211-19-1 du code rural et de la pêche maritime). Si l’animal est identifié, son propriétaire ou détenteur ne peut le reprendre dans un délai de 8 jours qu’après s’être acquitté du paiement des frais de fourrière. Passé ce délai, l’animal peut être euthanasié ou remis à une association de protection des animaux.

Toutefois, en cas d'action de chasse, de garde ou de protection d'un troupeau, le chien n'est pas considéré comme en divagation, mais son propriétaire (ou la personne qui en est responsable) est alors tenu:
- soit de garder le chien sous sa surveillance effective ;
- soit de maintenir le chien à portée de voix ou de tout instrument sonore permettant son rappel ;
- soit d'être éloigné du chien d'une distance de moins de cent mètres[98].

#### Élevage de chiens

##### Pour la fourrure et/ou la viande
Dans certains pays, les fourrures du chien et du chat font l'objet d'une demande importante dans les industries de la mode. De nombreuses associations de protection des animaux condamnent cet usage des chats.
Elle est désormais interdite d'importation et d'exportation en Europe à partir de janvier 2009,. Les mesures prises par l'Europe dans ce domaine visent à mettre fin aux abus constatés dans le commerce des fourrures, en particulier en provenance des pays asiatiques, dont l'étiquetage est souvent mensonger (fourrure de chat ou de chien importée sous d'autres désignations, comme fourrure synthétique, par exemple). Ces pratiques seraient en particulier le fait de la Chine, qui se livrerait à l'élevage des chiens et des chats pour faire le commerce de leur fourrure à grande échelle.

Comme l'a déclaré à cette occasion Markos Kyprianou, commissaire européen à la santé et à la protection des consommateurs : 

« Le message transmis par les consommateurs européens est on ne peut plus clair. Ils estiment qu'il est inacceptable d'élever des chats et des chiens pour leur fourrure et ils refusent que des produits contenant ces fourrures soient vendus sur le marché européen. L'interdiction à l'échelle communautaire que nous proposons aujourd'hui signifie que les consommateurs auront la certitude de ne pas acheter, par mégarde, des produits contenant de la fourrure de chat et de chien. »

 D'après des enquêteurs de PETA-Allemagne, qui ont conduit une enquête en Chine du sud, les chiens et les chats feraient l'objet en Chine d'un commerce très important, dans des conditions particulièrement mauvaises :
- tout d'abord, les chiens et Chats, entassés à vingt dans des cages grillagées, seraient transportés ainsi par camion, chaque camion regroupant dans ces cages plus de 800 animaux, souvent blessés et affolés. Toujours selon la PETA, le trafic toucherait des millions de chiens et chats, pour se procurer leur fourrure ;
- les cages seraient déchargées des camions en les jetant à terre sans aucune précaution, parfois de plus de trois mètres de haut, fracturant les pattes des animaux. Ceux-ci seraient dans un certain nombre de cas des animaux volés, car portant un collier ;
- enfin, les peaux de ces chiens et de ces chats feraient fréquemment en Chine l'objet d'un étiquetage mensonger, générant pour le consommateur occidental le risque d'acheter sans le vouloir des vêtements en peau de chat ou de chien.

La nouvelle règlementation européenne interdit la mise sur le marché, l'importation dans la Communauté et l'exportation depuis cette dernière de fourrure de chat et de chien et de produits en contenant, à compter du 31 décembre 2008. Elle prend en compte les fraudes à l'étiquetage identifiées de la part de pays tiers en se dotant des moyens de détection nécessaires. Selon le règlement (CE) no 1523/2007 du Parlement européen et du Conseil du 11 décembre 2007 :
- « les États membres doivent, avant le 31 décembre 2008, informer la Commission des méthodes de détection de fourrure qu'ils utilisent pour déterminer l'espèce d'origine de la fourrure (par exemple la spectrométrie de masse MALDI-TOF) » ;
- « la Commission peut adopter des mesures arrêtant les méthodes analytiques à utiliser dans ce domaine » ;
- « les États membres doivent, avant le 31 décembre 2008, établir des sanctions appropriées pour veiller à ce que l'interdiction soit respectée et notifier ces dispositions à la Commission ».

Il est significatif du contexte de cette affaire que la Communauté précise qu'elle adopte cette règlementation alors même que « le traité ne permet pas à la Communauté de légiférer pour répondre à des préoccupations éthiques », et que la Commission donne à cette occasion (23 janvier 2006) communication au Parlement européen et au Conseil, « concernant un plan d'action communautaire pour la protection et le bien-être des animaux au cours de la période 2006-2010 [COM(2006) 13 final - Journal officiel C 49 du 28.02.2006] ».

##### Comme animaux de compagnie et de rente
La plupart des pays encadrent l'élevage des chiens de compagnie destinés à être mis sur le marché. 
- En France[104], un propriétaire de chien est légalement classé "éleveur" dès qu'il détient des femelles reproductrices donnant lieu à la vente d’au moins deux portées d’animaux par an. Dans ce cas, il a certaines obligations  : déclaration en préfecture au titre de la réglementation relative aux installations classées à partir de 9 chiens de plus de 4 mois ; et demande d'autorisation à partir de 50 chiens âgés de plus de 4 mois ; dans les deux cas les installations doivent être conformes à la réglementation[105]

## Le chien dans la culture

### Mythes et légendes

#### Mythologie
Le chien tient une place importante dans la mythologie car il est considéré comme un animal psychopompe, c'est-à-dire qu’il guide les âmes jusqu’au royaume des morts. L’on retrouve le symbolisme du loup initiateur et gardien du royaume des morts chez de nombreux peuples : Égyptiens (Anubis le dieu des morts et conducteur d’âmes, à tête de chien ou de chacal), Grecs (Cerbère le chien monstrueux à trois têtes, gardien des Enfers), Sioux (le loup est appelé « chien de dessous-terre » et le coyote « chien qui rit »), Bantous (le chien délivre les messages des morts au sorcier en transe), Mexicains (Xolotl dieu chien jaune qui accompagna le soleil dans son voyage sous la terre pour le protéger durant la nuit).

#### Symbolique
Anubis est le dieu égyptien des morts représenté par une tête de chien. Dans l’Égypte antique, le chien était également l'un des douze animaux sacrés associé aux douze heures du jour et de la nuit[réf. nécessaire].
Chez les Celtes, le chien était considéré comme un animal au courage exceptionnel. Qualifier quelqu’un de « chien » dans cette civilisation, était rendre hommage à la bravoure de l’intéressé. Le héros Cúchulainn (chien de Culann) de la mythologie celtique irlandaise en est l’image la plus emblématique[réf. nécessaire].
Pour les Chinois, le chien est le onzième des douze animaux qui apparaît dans le zodiaque. Il est dit sensible à tout ce qui touche à l’injustice, intelligent et serviable[réf. nécessaire].
Pour les Musulmans, le Chien a un côté obscur qui en fait un être impur, à l’exception du lévrier qui est considéré comme un animal noble[réf. nécessaire].
Cette dualité a valu au Chien un certain nombre d’expressions peu flatteuses : « un caractère de chien, un temps de chien, traiter quelqu’un comme un chien, avoir une vie de chien… ». Rares sont les déclinaisons élogieuses telles que « avoir du chien ».
L’on trouve également de nombreuses légendes sur le chien ou son ancêtre le loup : les chiens noirs fantômes du folklore britannique, les loups-garous, les fameuses bêtes du Gévaudan, du Nivernais ou de l’Aubrac, le « méchant loup » du Petit Chaperon rouge ou des Trois Petits Cochons. Le chien est également à l’honneur au cinéma et à la télévision (Beethoven, Lassie, Belle et Sebastien, Rintintin, Rex…) ou dans la bande dessinée (Milou, Rantanplan, Bill, Idéfix, Cubitus, Snoopy, etc.). Il n’est pas oublié dans les romans tels que « Le Chien des Baskerville », une aventure de Sherlock Holmes, le détective inventé par Arthur Conan Doyle, « Croc-Blanc » de Jack London, Lassie, chien fidèle de Eric Knight, ou « Cujo » de Stephen King.

#### Astronomie
Le chien est aussi représenté en astronomie depuis Ptolémée, par les constellations du Grand Chien (Canis Major) qui abrite Sirius l’étoile la plus brillante du ciel, celle du Petit Chien (Canis Minor) qui accueille Procyon, l’étoile se levant juste avant Sirius, et la constellation boréale des chiens de chasse (Canes Venatici) dont la création est plus récente[réf. nécessaire].

### Religion
Les aléas de sa domestication expliquent sans doute l'image ambigüe, tantôt positive ou négative, attachée à cet animal. Si les chiens ont très tôt été domestiqués en Europe occidentale par les Grecs, ils sont restés sauvages dans les régions d'Asie occidentale, de même que les chiens parias en Inde. Les chiens sont ainsi plutôt considérés comme de fidèles compagnons par les Chrétiens, tandis que les Hébreux et l'Islam continuaient à mépriser les chiens sauvages ou marrons rôdant en bandes affamées, volontiers charognards, propageant la rage et copulant à la vue des passants,.
Ainsi pour un Arabe, la pire injure serait d'être traité de « chien ».

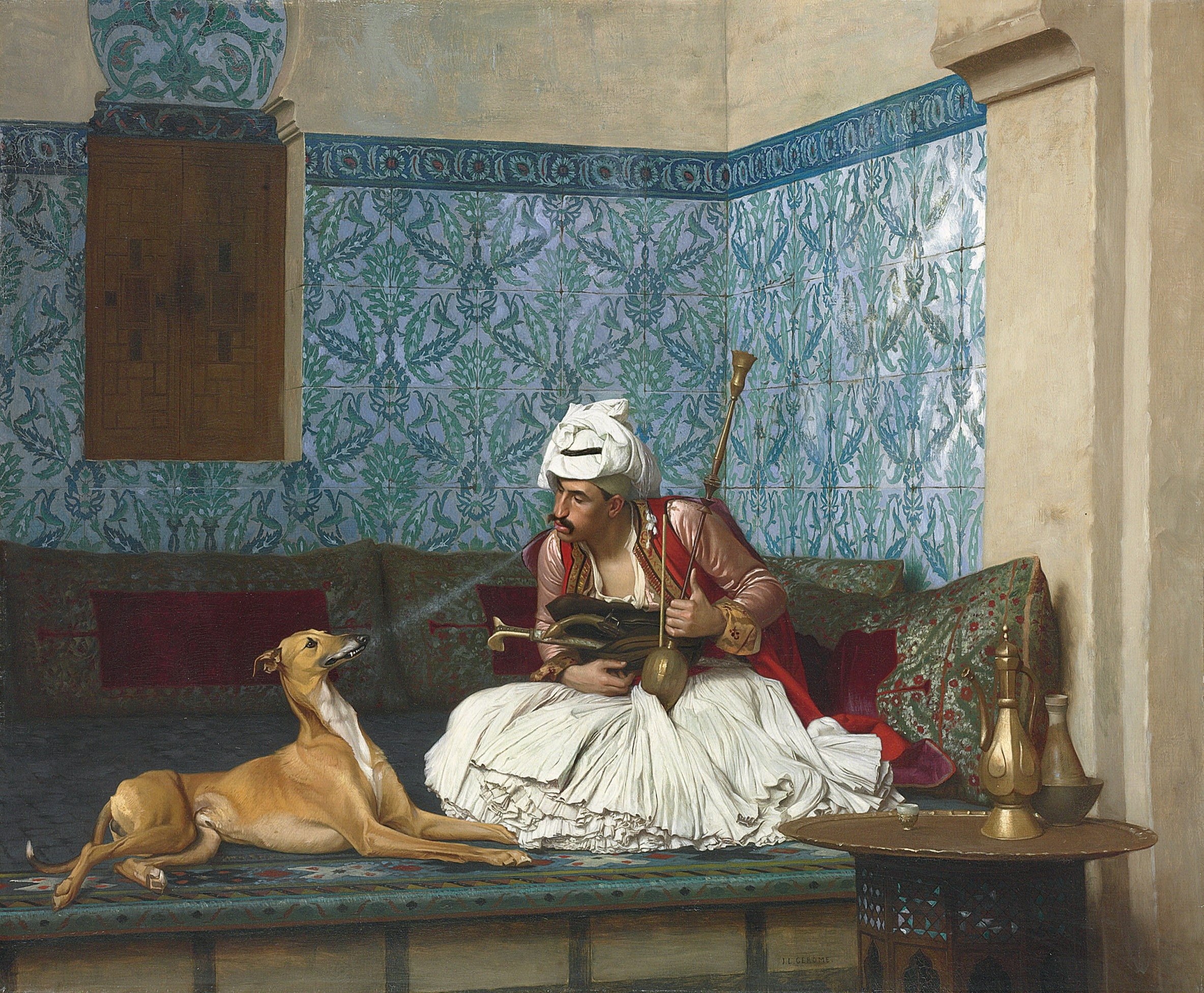
Une plaisanterie (1882) par Jean-Léon Gérôme représentant un musulman dans son salon soufflant une bouffée provenant du narguilé à son chien, un lévrier arabe.

Pourtant le Coran fait peu référence au chien, si ce n'est au chien de chasse : il est considéré comme bon de manger la viande d'un animal tué par un chien domestique après avoir prononcé le nom de Dieu. De même, le chien y est présenté comme un animal fidèle ou présenté comme un réfugié à part entière des Dormants de la Caverne, cachés là car ils étaient persécutés pour leur croyance en Dieu.
Les Hadiths abordent davantage la question du chien. Selon ces récits, Mahomet aurait dit qu'un homme qui donne à boire à un chien assoiffé sera pardonné de ses péchés, il précise qu'il en va de même pour l'aide apportée à tout autre animal. Il aurait également déconseillé aux musulmans de garder dans leurs maisons des chiens appartenant à des races autres que des chiens de chasse, chiens de berger ou chiens de garde pour les terrains (par les terrains il faut comprendre les champs).
Le Talmud n'approuve pas non plus la détention d'un chien chez soi, où il doit alors être constamment enchaîné. Il est interdit à une veuve de vivre seule avec un chien, de crainte d'être soupçonnée d'avoir des « relations interdites ».
Dans l'iconographie chrétienne, le chien qui est représenté aux côtés des saints a un rôle positif et actif. Par exemple Saint Wendelin est accompagné d'un chien de berger, tandis qu'on attribue à saint Eustache, saint Hubert et saint Julien l'Hospitalier des chiens de chasse. Dans la peinture dominicaine, les chiens ont pour rôle de mettre en fuite des loups, représentant les hérétiques, qui s’attaquent aux brebis, image des fidèles.
Dans l'Antiquité grecque, le chien est également utilisé lors d'insultes : ainsi, Agamemnon traite-t-il Achille « d'Homme à l'œil de chien, au cœur de cerf ». Le juron préféré de Socrate est Par le chien, et se rapporte au dieu égyptien Anubis.

### Chiens célèbres réels
Liste non exhaustive, :
- Abaker, chien du pharaon Khéops ;
- Bo, un chien d'eau portugais, First Dog de la présidence Obama ;
- Baltique ;
- Balto, chien de traîneau ;
- Barry ;
- Belka et Strelka ;
- Blondi ;
- Chiens du programme spatial soviétique ;
- Fala, scottish-terrier de Franklin Delano Roosevelt ;
- Fortuné, chien de Joséphine de Beauharnais ;
- Greyfriars Bobby ;
- Hachikō, chien qui attendra pendant 9 ans son maître décédé ; il est symbole de fidélité au Japon ;
- Khéops ;
- Laïka, première chienne dans l'espace ;
- Mabrouka ;
- Mabrouk Junior ;
- Mabrouk ;
- Red Dog (chien) (en), chien australien dont l'histoire a inspiré le film du même nom ;

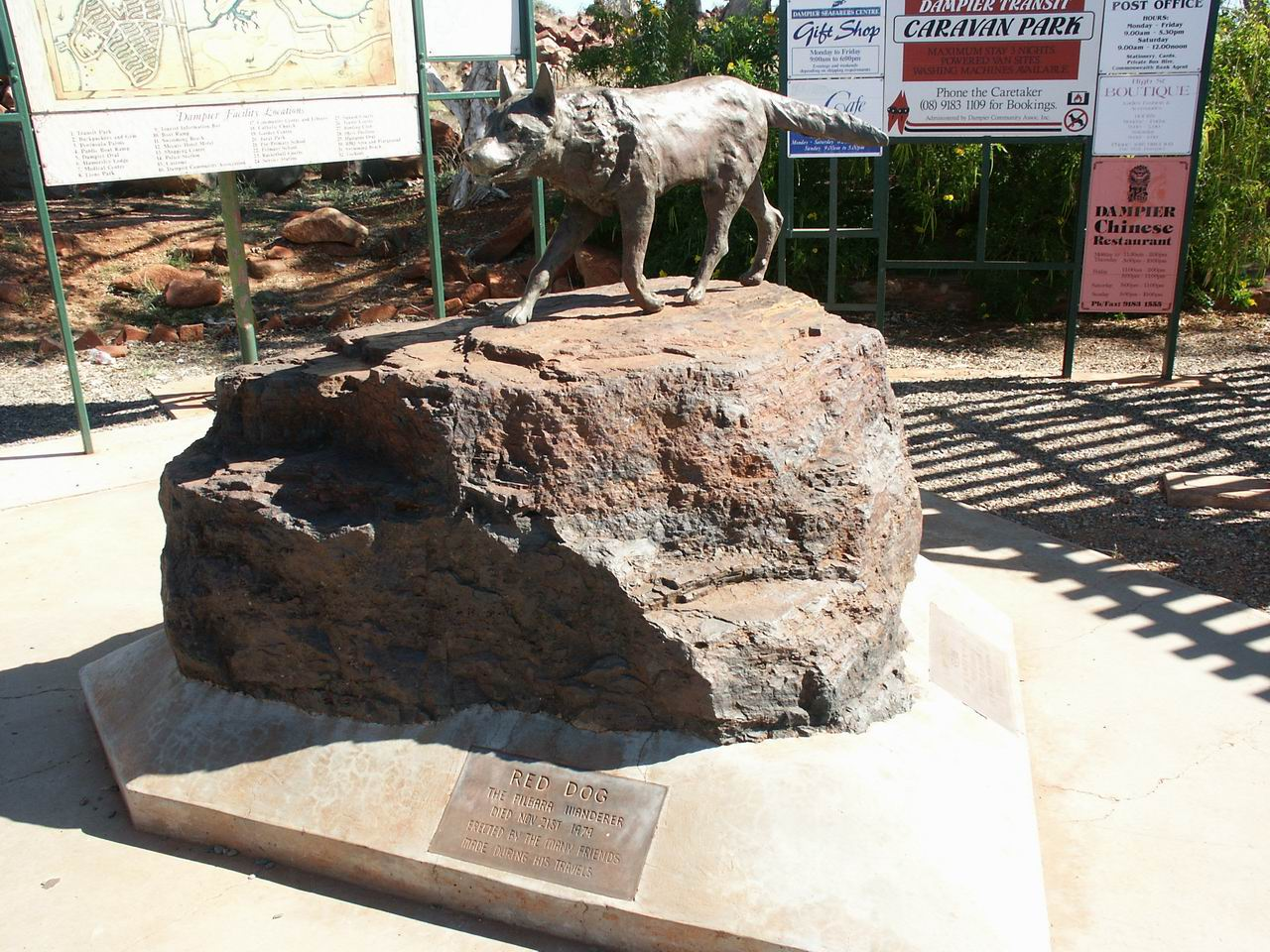
Statue de Red dog à Dampier (Australie).

- Rex III, chien policier dressé par Arthur Holman, ayant grandement contribué à la mise en place des chiens policiers à Scotland Yard[113] ;
- Rintintin acteur canin ;
- Robot, un bâtard de setter et de terrier à longs poils roux, qui appartenait à Marcel Ravidat, et qui a permis la découverte de la grotte de Lascaux, le 8 septembre 1940[114] ;
- Saucisse ;
- Seamus, chien qu'on entend aboyer dans la chanson éponyme de Pink Floyd ;
- Snuppy ;
- Stubby ;
- Taro et Jiro, abandonnés en Antarctique ; ils sont symbole de persévérance, de courage, de vie et d'espoir au Japon;
- Togo, chien de traîneau.

### Calendrier
Dans le calendrier républicain, Chien était le nom donné au 5e jour du mois de nivôse.